# 苏-27战斗机
苏-27（拉丁字母转写 Su-27）是前苏联时期由蘇霍伊設計局研製的双发、全天候、重型战斗机。由北约划定的北约代号為側衛（英語：Flanker）。
前蘇聯研發Su-27的目的是為對抗1970年代開始服役的美製戰鬥機，主要假想敵是美國空軍的F-15。設計要求長航程、重武裝及重視操控靈活性。Su-27除了擔任空優任務為主的機型之外，還有其他多種任務的衍生型。依照當代之战机世代劃分，屬於第四代战机。

## 發展歷史

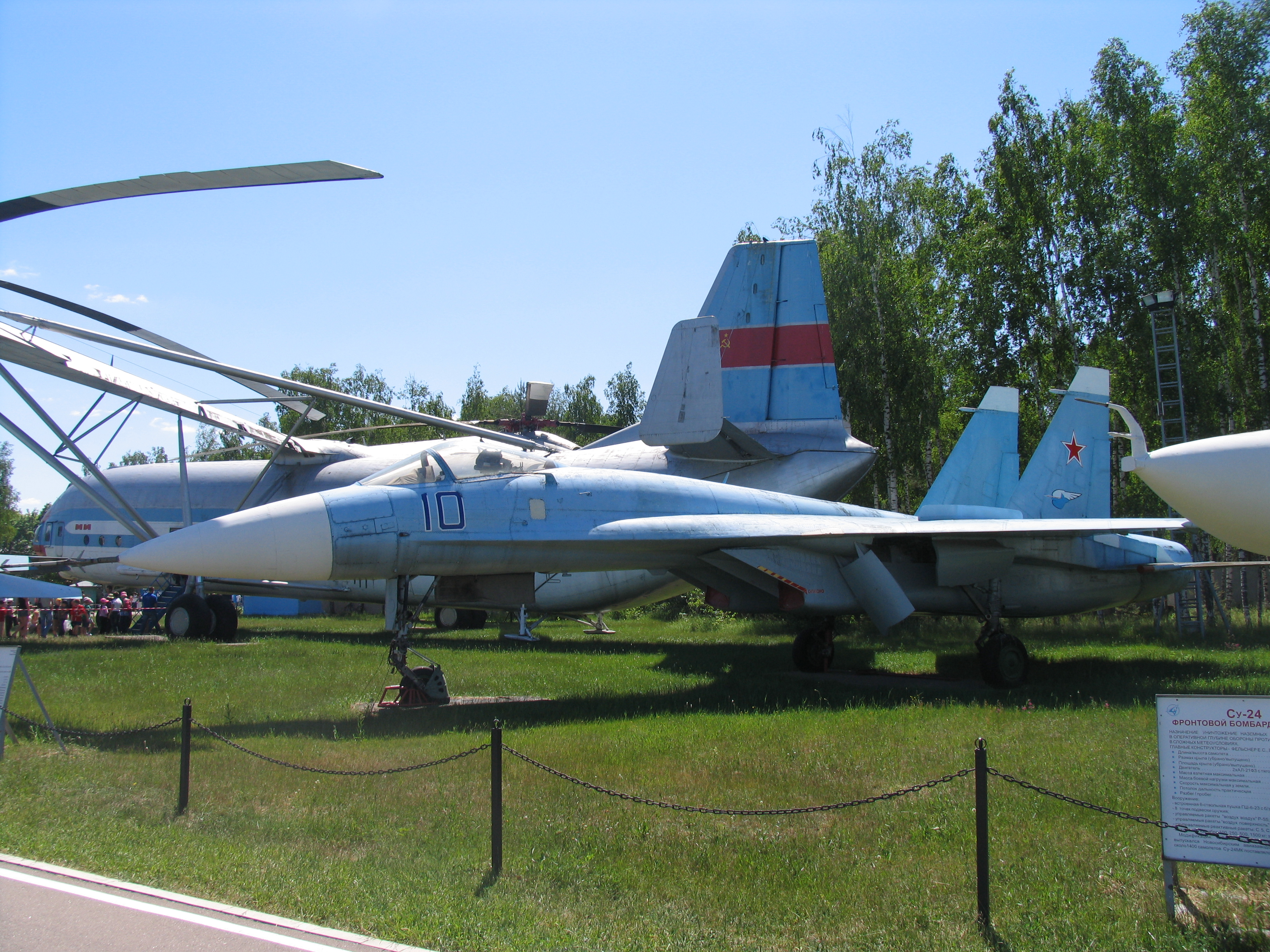
蘇-27戰鬥機的原型機 - T-10-1，現存於莫斯科中央空軍博物館。

### 背景
1960年代末，美国受米格-21、米格-25原型机和米格-23原型机首飞成功的影响，从1965年相继开始了YF-15重型战斗机（發展成F-15）计划和YF-16（後来的F-16）轻型战斗机计划，形成“高低搭配”的概念。海军也有了从淘汰的YF-17衍生出的主力舰载机F/A-18“大黄蜂”。作为回应，前苏联于1969年开始进行有针对性的PFI（Perspektywnyi Frontowoy Istryebytyel/Perspective Frontal Fighter, PFI）未来前线战斗机计划，其主要目标就是要超越F-15，所以此计划也简称为“反F-15”。
PFI的任務需求包括：
1. 取代舊型的攔截機，這些機種有Tu-128、Su-15以及Yak-28P（英语：Yakovlev Yak-28）等三款。
2. 擔任長程攻擊任務，像是Su-24的護航機。
3. 執行長程入侵任務，攻擊敵人的空中目標，像是空中預警機或是空中加油機。

在性能的要求上則有：
1. 靈活的運動性。
2. 最大空速1450公里/時。
3. 作戰半徑高高度時為1,700公里，低高度時為500公里。
4. 實用升限18,300公尺（60,000英尺）。
5. 可以在前線空軍的第三級機場（跑道短於1,200公尺）操作。
6. 可攻擊1,600公里至200公里作战半径内的敵軍。

後續的評估顯示為了需求數量的單座戰機，想要同時達到運動性與航程的要求過於困難，在米格設計局的總裁Artem Mikoyan的要求下，這個PFI計畫被一分為二，LPFI（Lyogkyi PFI，ЛПФИ，輕型PFI）及TPFI（Tyazholyi PFI，ТПФИ，重型PFI），和美國F-15、F-16設計中以纏鬥能力分離不同，蘇聯偏向制空權防衛的戰略是以航程防禦圈做分別，後來蘇-27和米格-29都擁有相當優秀的機動設計也是因為如此的理念所致。
参与此项目的有雅克福列夫设计局的雅克-45（Yak-45）、米高扬设计局的米格-29以及苏霍伊设计局的T-10（苏-27的原型机，苏霍伊设计局内部编号，T即Triangular代表三角翼布局，10代表苏霍伊设计局的第十种三角翼飞机）。雅克設計局在初期就退出競標，轉為發展垂直起降的雅克-141戰鬥機（Yak-141）。1972年，第四代双机型战斗机方案正式获批，当局决定同時发展较轻的米格-29以对抗F-16、发展重型的苏-27以对抗F-15。而落选的雅克福列夫设计局则只能继续独自研制垂直/短距起落飞机系列。

### 设计要求
总的来讲，苏-27是为了因应苏联空军对有远距续航能力与大载弹量的战斗机的需求而设计的。
Su-27的主要设计战术要求是：最大速度达到2,500公里/小时（海平面最大速度1,500公里/小时）；最大升限18,500m；航程2,500km；能够消灭高度为30m到18,000m、时速2,400公里（海平面时速1,400公里）的敌机;能够在1,200米长的跑道上起降。
当时前苏联在钛合金制造以及在电传操纵系统方面（已在苏霍伊T-4上试验成功）具有一定技术积累，这对後来的研发起了很大作用。总设计师帕维尔·奥西波维奇·苏霍伊于1975年9月15日去世。在这之後由米哈伊尔·佩特罗维奇·西蒙诺夫接任主设计师之职。
代號T-10（苏霍伊第十個三角翼設計）的原型機於1977年5月20日首次試飛，這個設計有大型三角翼、兩個各自'分艙'的引擎、和高聳的雙垂直尾翼。如同F-14的設計，兩個引擎間的空間提供額外的升力以及隱藏武器的空間，減低被雷達追蹤的性能。

### 研制初期
T-10项目于1973年2月启动，首架苏-27原型机T-10-1（北约代号'Flanker-A'）于1977年初出厂，当年5月20日在接近Ramenskoe市的儒可夫斯基飛行試驗中心（Zhukovsky Air Base and Gromov Flight Research Institute）由试飞员弗拉基米尔·伊留申完成其处女航。1978年初美国侦察卫星首次拍到T-10-1的照片，由於误将儒可夫斯基当作拉明斯科基地（Ramienskoje Site），美国人将这架从未见过的飞机称作RAM-K（當時相信Ram-K會發展成兩種版本，一種是後掠翼戰機類似格魯曼F-14以及雙座攔截機，後來是證實其實是獨立發展的米高揚MiG-31）。
1978年T-10-2也出场了，但不久後由於电传操纵系统故障而坠毁，试飞员耶夫根尼·索罗维约夫（Yevgenyi Soloviov）牺牲。安装了因机匣装在发动机底部倍受争议的AL-31F涡轮风扇发动机的T-10-3于1979年出厂，并于当年8月23日由伊留申首飞成功。1979年10月31日首飞的T-10-4同样使用了AL-31F发动机。T-10型总共制造了10架，剩余几架（T-10- 5, 6, 9, 10, 11号）则都使用AL-21F发动机。在操控方面使用线传飞控系统，这点和以前的苏制飞机不同。

### 定型改进

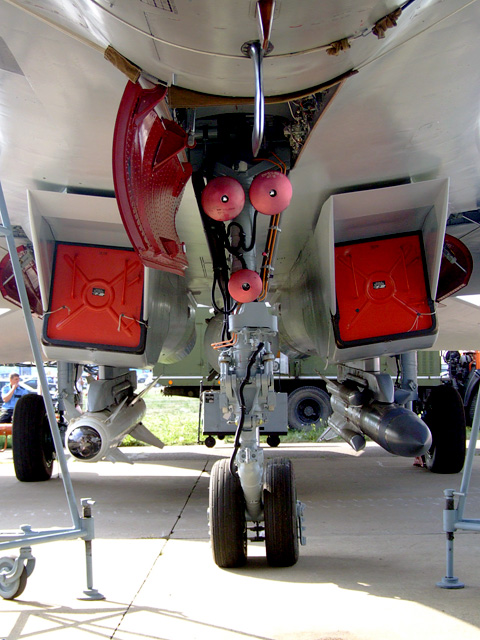
Su-27SK的进气道下部及起落架

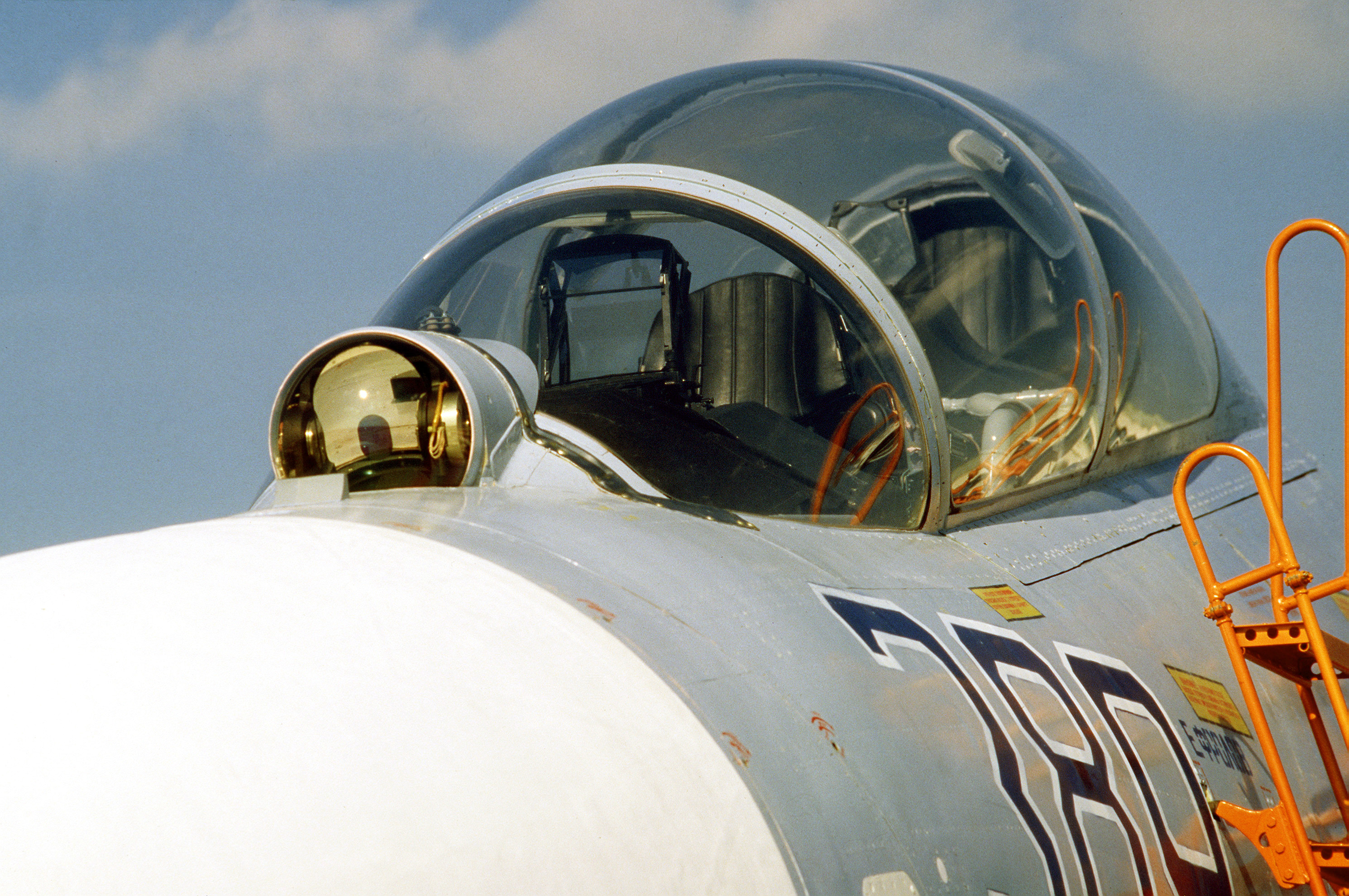
Su-27UB头部特写，清晰可见IRST系统，攝於第38屆巴黎國際航空太空展。

通过由波兰间谍马里安·札查斯基（Marian Zacharski）取得的F-15性能资料相对比，设计师发现T-10依然处于下风。開發了近十年卻得到這樣的結果，为了达到新指标以及之前的试飞不稳定性，設計師對苏-27几乎重新设计，後來證明這種高風險的賭注是正確的，蘇聯人得到一架值得驕傲的飛機。
按指标制造的T-10-7和T-10-12被命名为T-10S-1（S代表系列即Series）和T-10S-2。T-10S与T-10相比改进很多，主要是：
1. 机气动布局做了重新设计：加大机翼面积、减小後掠角、除去翼刀、将弧形的翼梢改为方形并加导弹发射轨、後缘襟翼和副翼改为单一的襟副翼并增加计算机控制的前缘襟翼、减速板从机身下方改为与F-15一样的机背减速板
2. 进气道改进：为避免引擎吸入跑道上的杂物，前起落架向後移到两个进气道之间，进气道内加装防杂物吸入的网状隔板
3. 发动机舱重新设计：机匣由发动机底部移到了上部，由此双垂尾放置到两个发动机外侧，而尾喷口也变为可调式

以上几处改进使得飞机的横截面面积大幅减小，提高了苏-27的机动性、速度、航程。其他诸如机头、机尾、座舱、起落架等许多地方也作了明显的改进。
第一架T-10S-1于1980年出厂，1981年年4月20日首飞，试飞员还是伊留申。然而此时的T-10S依然不够可靠，1981年9月3日因燃油系统故障T-10S-1坠毁，伊留申死里逃生；之後生产的T-10S-2在1981年12月23日由於前缘襟翼故障坠毁。试飞员科马洛夫（Aleksander Komarov）亦不幸遇难；1982年5月31日出厂的T-10-17（由T-10-7/T-10S-1发展而来）尽管第一次试飞时飞掉一个机翼，但飞机和试飞员尼古拉·萨多夫尼科夫（N.Sadovnikov）的性命皆得倖免，而且通过这次飞行找到了前两次事故的解决方案。
此後经过一系列改进，真正的生产型苏-27终于在1982年11月出厂。1983年底，苏-27通过联合试验，

### 列装
然而由於电子设备，尤其是雷达系统问题解决缓慢，直到1985年苏-27才正式交付部队服役，1986年才大量由阿穆尔河畔共青城加加林飞机制造厂生產量產型的Su-27（也被稱為Su-27S，北約代號為Flanker-B）。迄今已有数百架服役，并出口多个国家。

## 設計

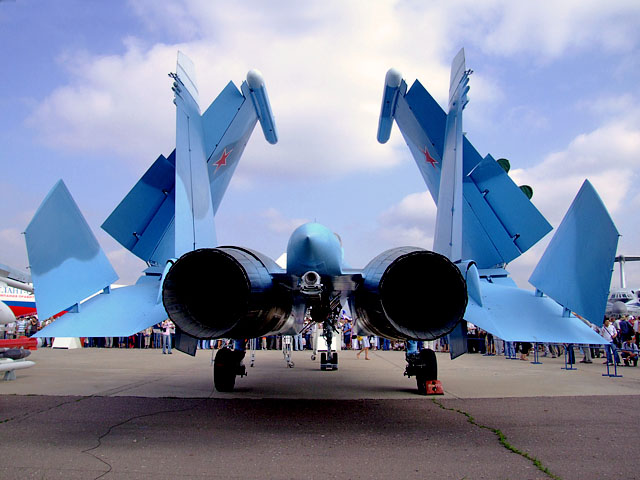
2007MAKS航展上的Su-33，尾部特写

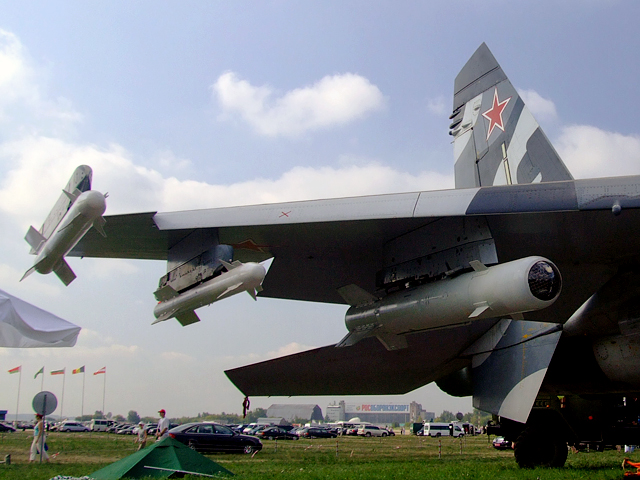
挂载电视制导炸弹的Su-27SK在2007MAKS航展上

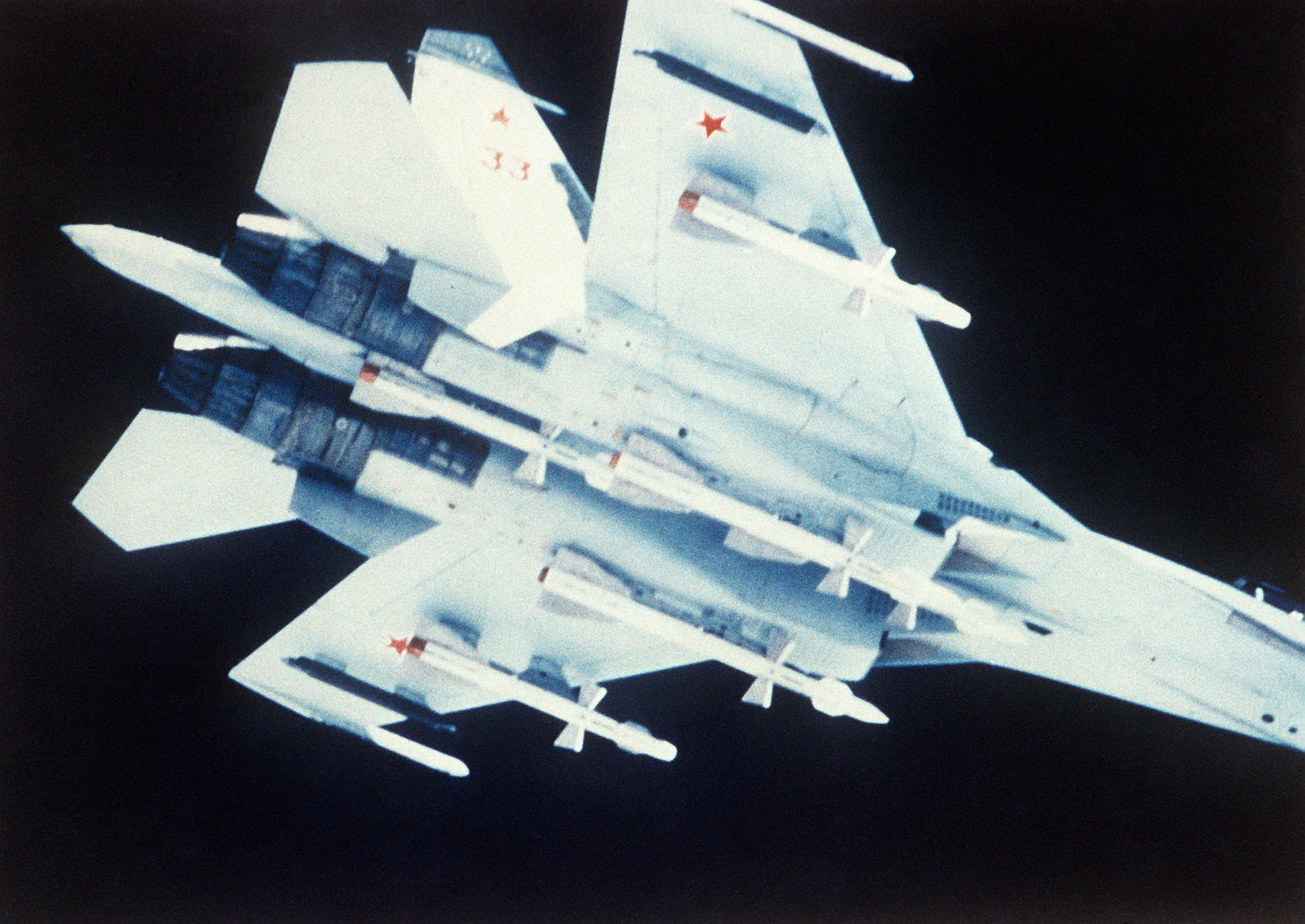
挂载R-27导弹的Su-27

新飛機的空氣動力設計交由蘇聯空氣動力研究所負責，成果由米格飛機公司與蘇霍伊飛機公司一同分享。因此Su-27的基本設計與MiG-29相似，只是尺寸要大得多。為了能最大減輕重量，它的結構採用了大量的鈦（約30%），比例比任何當時的飛機都高，而且沒有採用複合材料。後掠翼的前沿延伸融入機身，基本上形成三角形。翼尖裁剪以裝置飛彈或電子反制設備（ECM）。Su-27因為有傳統的水平尾翼，因此並非真的三角翼飛機。此外引擎外側還有一對垂直尾翼以及一對向下伸展的尾鰭以增加側向穩定性。
Su-27的Lyulka AL-31F渦輪扇葉發動機間距較大，提供比較好的安全性，以及進氣道無間斷的氣流。活動式的引導扇葉可以適應超過2馬赫的速度，同時在高迎角時幫助維持發動機氣流。在進氣道中有過濾網防止起飛時異物被吸入引擎。
Su-27裝置有蘇聯第一個實際應用的線傳飛行控制系統，這是由苏霍伊飛機設計局Sukhoi T-4轟炸機計劃經驗所發展的。伴隨著相對低的翼面負荷和強大的基本飛行控制，飛機的靈活性超乎尋常的好。甚至在極低的速度和高迎角時仍然可以控制。在航空展中這種飛機曾用眼鏡蛇動作或是動力減速展示過優異的操控性，大約在120度迎角還維持飞行高度，向量推力系統經過測試，（也裝置在後續的Su-30MKI及Su-37）使飛機可以進行幾乎是零半徑的轉彎動作。
海軍的版本稱作Su-27K（亦即是Su-33），由於庫茲涅索夫上將號航空母艦沒有彈射裝置，所以增添了前端輔助翼縮短起飛距離，這種輔助翼也裝置在部份Su-30、Su-35和Su-37上。
除了相當好的操控性外，Su-27利用很大的內部空間儲存大量油料。超載設置最大航程能在內部油箱攜帶9,400公斤油料，但操控性在這樣的負重下會受影響。因此設計的油量是5,200公斤。
苏-27的РЛПК-27雷达系统（配备直径1076毫米的Н001"剑"雷达）创新性地实现了：
1. 前向80公里（RCS 3㎡目标）/ 后向30-40公里探测
2. 自动识别威胁等级（后期型号可识别双威胁）
3. 高/中脉冲重复频率模式
4. 编队作战时自动分配探测频段与通信信道

## 作战任务
Su-27主要服役于蘇聯国土防空军PVO及蘇聯空軍VVS的作战单位里。在防空司令部它主要擔任攔截任務，汰換老舊的Su-15及Tu-28。雖然Su-27具有攜帶空對地武器的能力，在蘇聯空軍它主要的任務卻不是空中支援，也不用於戰場空優，而是特別用於對抗北約的空中加油和空中預警系統戰機系統，蘇聯專家知道北約因為這些戰略資產而具有相當程度的優勢，因此相信對這些系統的攻擊，將可以限制北約組織維持和延伸其空中打擊能力。
在蘇聯變成獨立國協後，Su-27的任務依然如此。後來的武裝包括攜帶Novator KS-172 AAM-L長程反空中預警飛彈。
俄羅斯入侵烏克蘭期間，乌克兰空军使用经改造的苏-27战机发射美制AGM-88 HARM反辐射导弹进行对敌防空压制 (SEAD)任务。

## 影响与评价

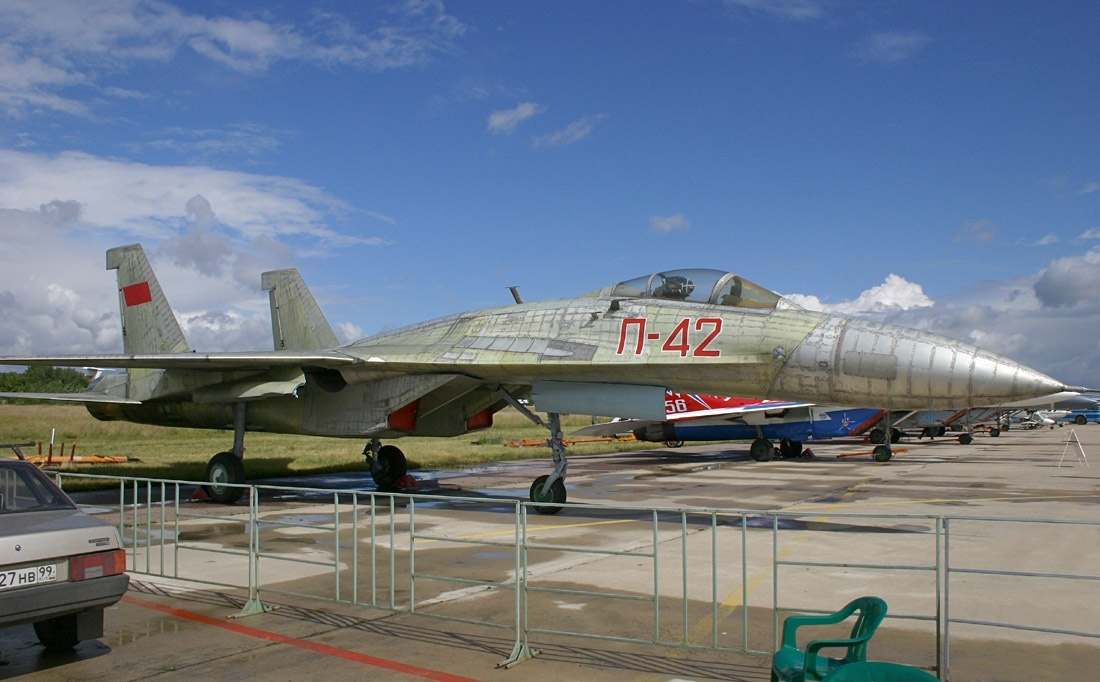
P-42號機，留意機身上沒有髹漆，以達至最大程度地輕量化。

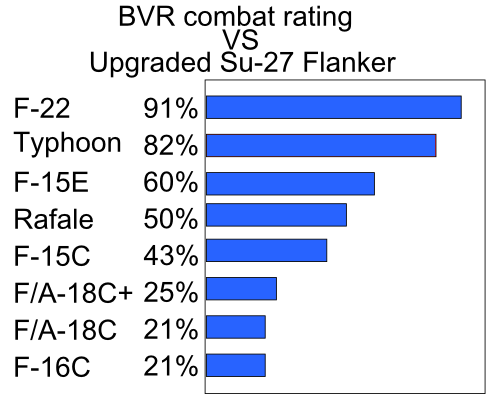
各種西方戰機對上苏-27升級型的BVR（超視距作戰）战勝率

### 影响
苏-27以其气动外形流畅，机动性能卓越著称。
1986年開始，從原型T-10S-3發展一個特別型號的Su-27，代號P-42，被最大程度地輕量化，打破了1975年1月16日由F-15A创下的爬升时间、速度、高度等多项记录，從1986到1988年間，這架飛機共締造了27個新紀錄。（T-10S改）
爬升性能：
- 3,000m：25.4秒
- 6,000m：37.05秒
- 9,000m：44.126秒
- 12,000m：55.542秒
- 15,000m：70.329秒

1989年苏-27首次亮相于法国巴黎航展，2,300公里的遥遥路程不需加油一口气飞到、最大飞行仰角120度、普加乔夫的眼镜蛇机动、被雷电击中且部分元件被溶化还能完成筋斗并安全降落等等优异表现赢得西方观察家广泛好评。

### 驾驶舱
本机配备了K-36IIM弹射椅，座舱中配备有抬头显示器以及ZSh-3UM头盔瞄准具，使得苏27能像米格-29一样做到“看到哪，打到哪”。

## 事件

### 对抗反潜机 - 「巴倫支海手術刀」事件

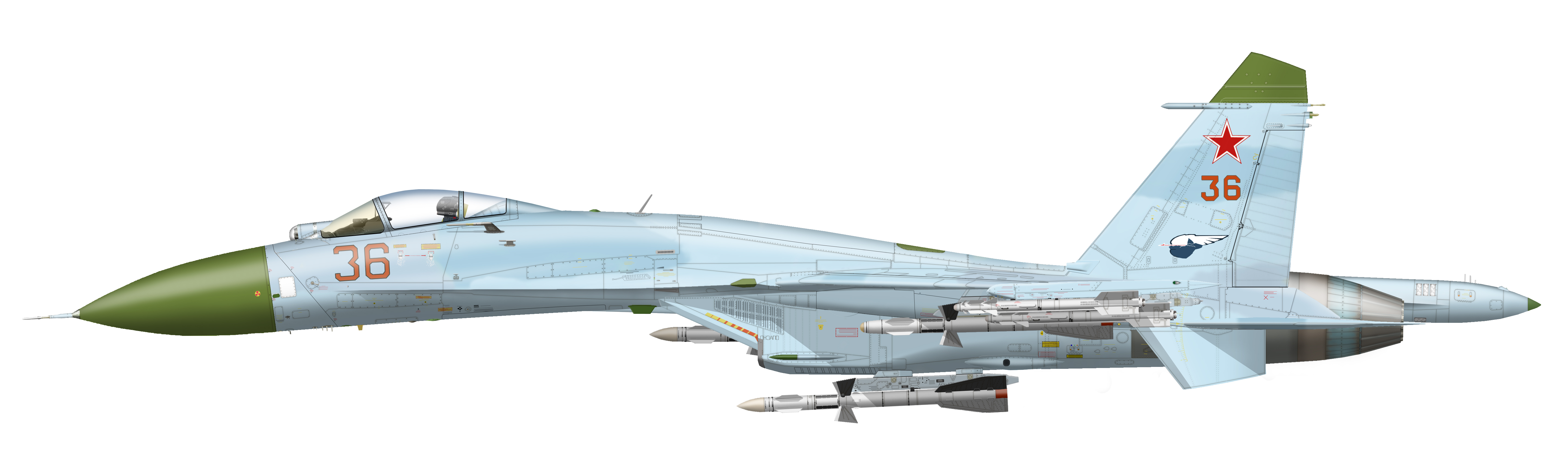
与挪威P-3B对抗的苏联国土防空军941近卫战斗机航空团苏-27早期型

1987年9月13日，北约成员国挪威海军一架P-3B反潜机在巴倫支海中立水域对苏联军舰进行空中监视时候，遭遇一架奉命驱逐的苏-27战斗机（机身涂红色编号：36）。苏-27驾驶员做出了一个惊险动作驱赶北约P-3B：突然减速後，加速从P-3B机腹下方通过，用後垂直尾翼划破了P-3B右边机翼靠外的发动机，使发动机停机。这导致P-3B瞬间失去动力，在一分钟之内急速坠降了三千米。挪威飞行员虽成功使飞机免于坠毁，但他们被迫返航，无法继续对苏联进行监视。而苏-27战斗机也因为尾翼损坏而返航。苏联36号战机左侧垂直尾翼翼尖破损，然而尾翼主体含舵面毫发无伤，甚至位于尾翼主体上方的多根天线也未受波及。因为此次切割苏联飞行员瓦西里·辛巴尔大尉将距离控制得十分精准，稍向下则会擦肩而过，稍向上则苏-27会被P-3B发动机螺旋桨切削或撞毁，故被西方称为「巴倫支海空中手術刀」。这也是苏-27战斗机第一次以特写照片出现在西方面前，当时北约并不知道此新型飞机故称其红色36号。而苏联事后为了保密也将飞机编号改为38，并将飞行员给予停飞处分并调离前线。

### 普加乔夫眼鏡蛇机动
眼鏡蛇是苏-27戰機最具代表性的高攻角機動動作。1989年巴黎航展上，低速衝場的Su-27S猛然抬頭，攻角達110度，以機尾朝前的姿態前進約1.5秒而後回到平飛狀態，幾乎沒有高度變化。此一動作酷似準備攻擊前的眼鏡蛇，被稱作「眼鏡蛇動作」，由於普加乔夫是第一位公開表演此動作的飛行員，且該動作帶給航空界太大的震撼，因此又稱為普加乔夫眼鏡蛇机动（但事實上此動作並非他所發明，而是更早的一次意外所發現的飛機潛能，不過他本人也曾經歷此事，後來成為此動作的好手）。眼鏡蛇動作是一種達超大攻角（超過90度）並回覆原姿態的暫態高攻角機動，是在一系列極高攻角與臨界條件試驗後發展出的一種機動方法。首先將飛控系統調整至「直接操控模式」（即操縱訊號直接放大輸出到控制面而不經電腦校正）並猛然拉桿，這時飛機會以至多每秒70度的角速度變化達90度攻角以上，在最大攻角附近時再猛然將駕駛桿前推，這時飛機會開始回復攻角，當攻角達10至15度時再次拉桿同時增加推力並將飛控系統調至正常工作狀態，以避免達到負攻角。整個過程費時5至7秒，在第2或3秒達到最大攻角並維持約1至1.5秒。眼鏡蛇動作可在很大的高度範圍（至少1,000至11,000m之間）、速率300至450km/hr、許多飛行姿態（平飛、爬升、滾轉角80度、甚至許多傳統空戰機動過程中）中進行，過程中最大G值僅4G。但是实际上按能量机动理论它消耗能量甚巨没有什么实战价值，仅仅表现了该机的出色机动性。

有价值的是表明Su-27有出色的抗因大迎角而失速进而陷入尾旋的能力，失速迎角对舰载机更有特别意义，早期的A-4，A-6，A-8，F-7，F-14因失速迎角不超过30度，必须高速着舰，阻拦索须承受额外负担。失速迎角大的战机可以较慢的速度着舰，在着舰失败后开加力并拉大迎角，以发动机推力补偿机翼不足的升力。作为优化计算机辅助控制而特别为提高失速迎角的F-18，最初就能达到35度，超过同时期F-14，F-15，经多年改进后更是提高至60度。而Su-27表明在不装矢量喷口的情况下失速迎角至少70度至80度，装矢量喷口后更可达110度。

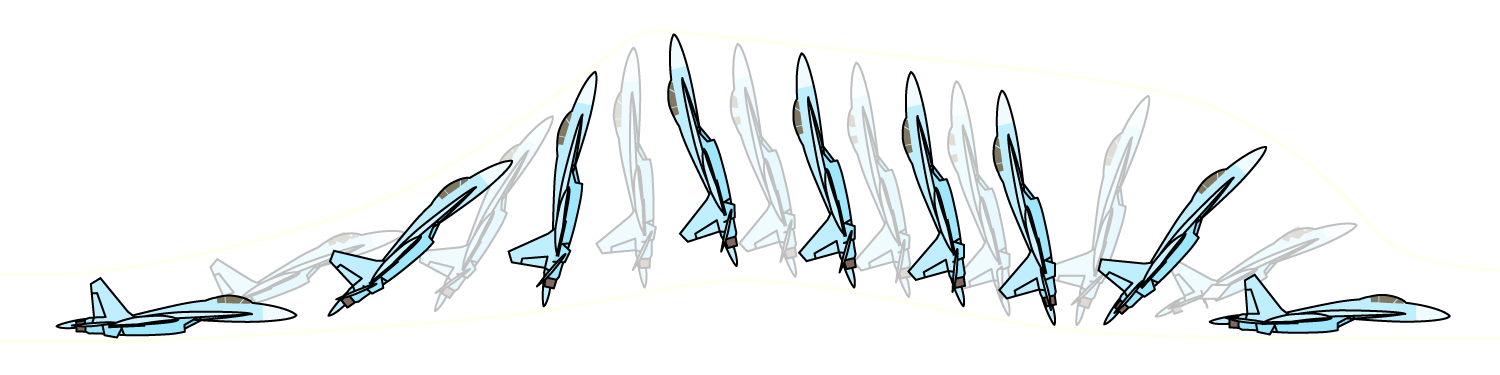
眼鏡蛇機動

### 航展坠机
1999年巴黎航展，一架苏-30MKI战斗机进行了一连串特技表演：飞机机头冲下垂直俯冲，在离地极低的高度迅速改平快速飞离。在下滑过程中飞机大迎角拉起，但因高度过低机尾撞地，左侧引擎失火推力降低，飞行员仍试图让飞机高迎角爬升，拉起离陆约70米，但因左侧推力不足，飞机爬升减慢并开始左传，在机头左传约45度后，两名飞行员依靠K-36IIM弹射系统成功逃生。
2002年，烏克蘭空軍在進行飛行表演時發生航展事故，造成77人死亡，543人受傷。

### 非洲实战
2000年5月16日，埃塞俄比亚的2架苏-27迎战厄立特里亚2架米格-29戰鬥機，战果是击毁了1架米格-29，另外1架逃离。意外击毁厄立特里亚1架MB-339教練機，埃方1架苏-27也在战斗中受伤。但飞行员水準差距很大，这次实战不能完全代表两机型的差距。
但是此戰中，俄羅斯设计生产的R-27飛彈飛彈的低可靠性曝露無疑，雙方對射數十枚的此型飛彈，命中率卻低的驚人。促使苏-27的使用國紛紛要求俄羅斯提供更新型的飛彈。

### 掠过美国航母战斗群
据报道在美国和日本于2000年10月至11月份在日本海举行代号为“利剑- 2000”的“美日联合军事演习”（参加演习的有日本大约30艘军舰和美国小鹰号航空母舰率领的第七舰队）中，由苏-27战斗机和苏-24侦察机双机编队低空直接从小鹰号航空母舰上空掠过，美军立即处于混乱状态，当时情景被苏-24侦察机拍下并邮发给美军。据五角大楼的声明俄国人在“吹嘘”“飞机在离地几千尺，离航母几百尺处飞过”。
不过虽然演习期间航母战斗群处于“一级战备状态”，但该航母本身当时正在给甲板上的飞机加油，因此并不能即時派遣戰機升空拦截。

### 烏軍同款機改裝美製武器
2022年俄羅斯入侵烏克蘭後，乌克兰武装部队所属的苏-27战机于2022年9月被拍到携带美製AGM-88飛彈对俄军实施防空压制任务。及後，美國再於2023年3月，向烏軍提供聯合直接攻擊彈藥，並正整合至苏-27战机上。

### 撞毀美軍無人機
2023年3月14日，一架正於克里米亞半島西南面120公里水域執行偵察任務的美軍MQ-9無人偵察機，被俄軍2架蘇-27戰機攔截及噴灑燃油，隨後偵察機被撞毀後墮海。

## “侧卫”家族
从苏27诞生日期，凭借良好的性能和不断改进，“侧卫”已经形成一个庞大的家族。苏联、俄罗斯生产苏-27系列战机的有三家厂商，即：1、阿穆尔河畔共青城飞机生产联合体（KnAAPO），主要生产单座型（但苏-30MKK/MK2、苏-35UB是例外）；2、伊尔库茨克飞机生产联合体（IAPO），主要生产双座型；3、新西伯利亚航空生产联合体（NAPO），主要生产苏-34/苏-32战斗轰炸机。
一、阿穆尔河畔共青城飞机生产联合体（KnAAPO）
1、早期型号：
- Su-27（设计局代号T-10S）：为空军制造的预生产型，以T-10S-1为基础
- Su-27S（设计局代号T-10S）：为空军制造的正式量产型
- Su-27P：为国土防空军制造的正式量产型，配备了针对防空军的空气-IA自动截击系统的专用机载设备，不能配挂对地武器。
- Su-27PD：加装空中加油装置的Su-27P
- Su-27SK（设计局代号T-10SK）：出口型，主要出口中国
- Su-27KI/Su-30KI：苏霍伊设计局提议为俄罗斯空军单座苏-27S升级的版本，此外还曾计划出口印度尼西亚，但24架的訂單因1997年亚洲金融危机而取消，是一種單座版Su-30。
- Su-27SKM：由Su-27SK改良的多功能出口型，主要向中国推销，但中国未购买，出口印度尼西亚。

2、早期型Su-35系列：
- Su-27M（设计局代号T-10M）：早期型Su-35的原型机，增加了鸭翼，三翼面布局，更改了机体，升级了雷达、航电，装备尾椎雷达。
- Su-35：即Su-27M，先进多功能战机
- Su-35K：在1995年出现的多功能海军型编号
- Su-35UB（设计局代号T-10UBM）：用一架Su-30MKK改装的串列双座战斗教练机，使用Su-35的三翼面和带有推力矢量喷口的AL-31FP发动机。主要潜在客户是中国，该机几乎完全围绕此前出口给中国飞机的不足来改进。在2002年以教练型的名义与Su-27M/35共同参与了韩国和巴西的竞标，但双双落选，最终未能出口，后来被用于测试新的航电设备，在俄罗斯空战电影《幻影一号》中扮演先进战斗机。[13]
- Su-37MR：早期型Su-35的最终派生型，第11架苏-35的原型机（设计局编号T-10M-11）安装新型航电系统和AL-37FU推力矢量发动机后被称为Su-37，只有一架原型机，编号711，于2002年坠毁。

3、后期改进型：
- Su-27SM（«Меч-М»，剑-M）：苏霍伊设计局充分利用研发Su-30MKK多用途战斗机的经验，对Su-27进行现代化升级的版本，几乎变成了一架新的飞机。原先的類比式测距仪换成了新型的计算机测距仪，具备空-空、地形测绘、地面动目标检测等5种模式，并安装了由卫星定位的导航系统以及更精密的火控系统；强化了机身，使其能携带更多的武器负载；安装了改良的N001雷达；玻璃化驾驶座舱焕然一新，安装三个彩色多功能显示器和改良的航空电子设备；发动机更换成莫斯科“礼炮”机器制造厂改进型AL-31 F1发动机，推力将达到145千牛（33,000磅）。
- Su-35BM：有别于之前由T-10M发展的三翼面Su-35型号，是基于Su-27SM发展而来的4++代多用途战斗机，曾非正式地被命名为T-10BM和Su-27SM2。
- Su-35S：Su-35BM的量产型
- Su-35SK：Su-35S出口中国的版本
- Su-35SE：Su-35S出口埃及的版本，后埃及违约未接收[14]，出口至阿尔及利亚[15][16]
- Su-27SM3：利用中国放棄的Su-27套件生产改造的飞机，安装苏-35S的航电。
- Su-35SM：使用Su-57的技术对Su-35S进行升级的型号。

4、共青城厂制造的Su-30：
- Su-30MKK：出口中国的Su-30MK，在苏-27SK的基础上，基于Su-30标准机体改造的飞机，带有强大的对地攻击功能。
- Su-30MK2（Su-30MKK2）：苏-30MKK的改良型号，出售給中國人民解放軍海軍運用，侧重于对海攻击。屬第二批採購的Su-30MKK家族，后改名为Su-30MK2。
- Su-30M3：增加Kh-59发射功能和强化其他性能的改进型，后来被改装为Su-35UB
- Su-30MK2V：Su-30MK2的越南定制型
- Su-30MKV：Su-30MK2的委内瑞拉定制型
- Su-30MK3（Su-30MKK3）：Su-30MKK2的改进型，后改称Su-30MK3，向中国推销，但未能成交。

5、舰载型Su-33系列：
- Su-27K（设计局代号T-10K）：由空军基本型Su-27发展而成的海军舰载战斗机
- Su-33UB（Su-27KUB，设计局代号T-10KUB）：Su-27K的并列双座舰载教练型，最初命名为Su-27KUB。
- Su-33：Su-27K的量产型舰载战斗机，被命名为“海侧卫”，服役于庫茲涅佐夫號航空母艦。
- Su-27KPP：Su-33的电子战型
- Su-27KRTS：Su-33的侦察型
- Su-27KM：使用二元矢量发动机和前掠翼的舰载机，因技术难度太大而被叫停。

二、伊尔库茨克飞机生产联合体（IAPO）
1、双座型及早期改型：
- Su-27UB（设计局代号T-10U）：串列双座教练机
- Su-27UBK（设计局代号T-10UBK）：Su-27UB的出口型
- Su-27UBM：Su-27UB的现代化改型，即Su-35UB
- Su-27UBM1：白俄罗斯的Su-27UB改进型
- Su-27UBM2：哈萨克斯坦的Su-27UB改进型

2、双座多用途型（Su-30）系列：
- Su-27PU（设计局代号T-10PU）：在Su-27UB基础上为国土防空军研制的远程截击机，被苏联官方授予Su-30的编号，未投入量产。
- Su-30：苏-27PU的第5架原型机被命名为苏-30
- Su-30K（设计局代号T-10PK）：Su-30出口型，不带鸭翼，售予安哥拉和埃塞俄比亚。
- Su-30K2（暂时型号）：并列双座型战机
- Su-30KN：为争夺中国市场，IAPO在苏-27UB基础上增加空地武器挂架的多用途型号，不过没有获得订单。
- Su-30M：在Su-30基础上加装全新机载火控系统和可摧毁地面/海上目标的制导武器、串列双座多用途战机的通用型号。
- Su-30MK（设计局代号T-10PMK）：Su-30M的出口型
- Su-30M2：俄罗斯自用型Su-30KN

3、Su-30MKI及衍生型
- Su-30I-1：Su-30MKI的首架原型机
- Su-30MKI：由印度出资研发，在Su-30MK的基础上改进，采用三翼面布局，装备AL-31FP推力矢量发动机、N011M无源相控阵雷达和西方航电。
- Su-30MKM：出售给马来西亚的改型，基于Su-30MKI，有前翼但是没有矢量喷口，并且采用西方航电系统和武器标准。
- Su-30MKN：基于Su-30MKM的出口型
- Su-30MKA：阿尔及利亚定制型，機體構造基礎為Su-30MKI，航電系統更換法国及俄羅斯製品。
- Su-30SM：Su-30MKM俄罗斯自用型
- Su-30SME：Su-30SM的出口版，亚美尼亚和缅甸空军装备。
- Su-30SM2（Su-30SM1）：用國產零件取代原先的進口零件，使用苏-35S的技术对Su-30SM进行升级的型号，裝備苏-35S的N035“雪豹-E”无源相控阵雷達和AL-41F1S發動機，曾用名Su-30SM1。

三、新西伯利亚航空生产联合体（NAPO）
Su-34系列战斗轰炸机：
- Su-27IB（设计局代号T-10V）：Su-32FN和Su-34的原型机。可能是出于测试并列双座布局舰载降落适应性的目的，苏-27IB在“库兹涅佐夫”号航母进行了模拟着舰，塔斯社发布的照片使西方情报机构错误地将该机标记为Su-27KU，与Su-27KUB混为一谈。
- Su-34（设计局代号T-10VS）：并列双座战斗轰炸机
- Su-27R：Su-34的侦察型
- Su-32FN：供出口用的Su-34陆基海上攻击/反潜机
- Su-32MF：供出口用的Su-34多功能型

以下為中國制造的型號

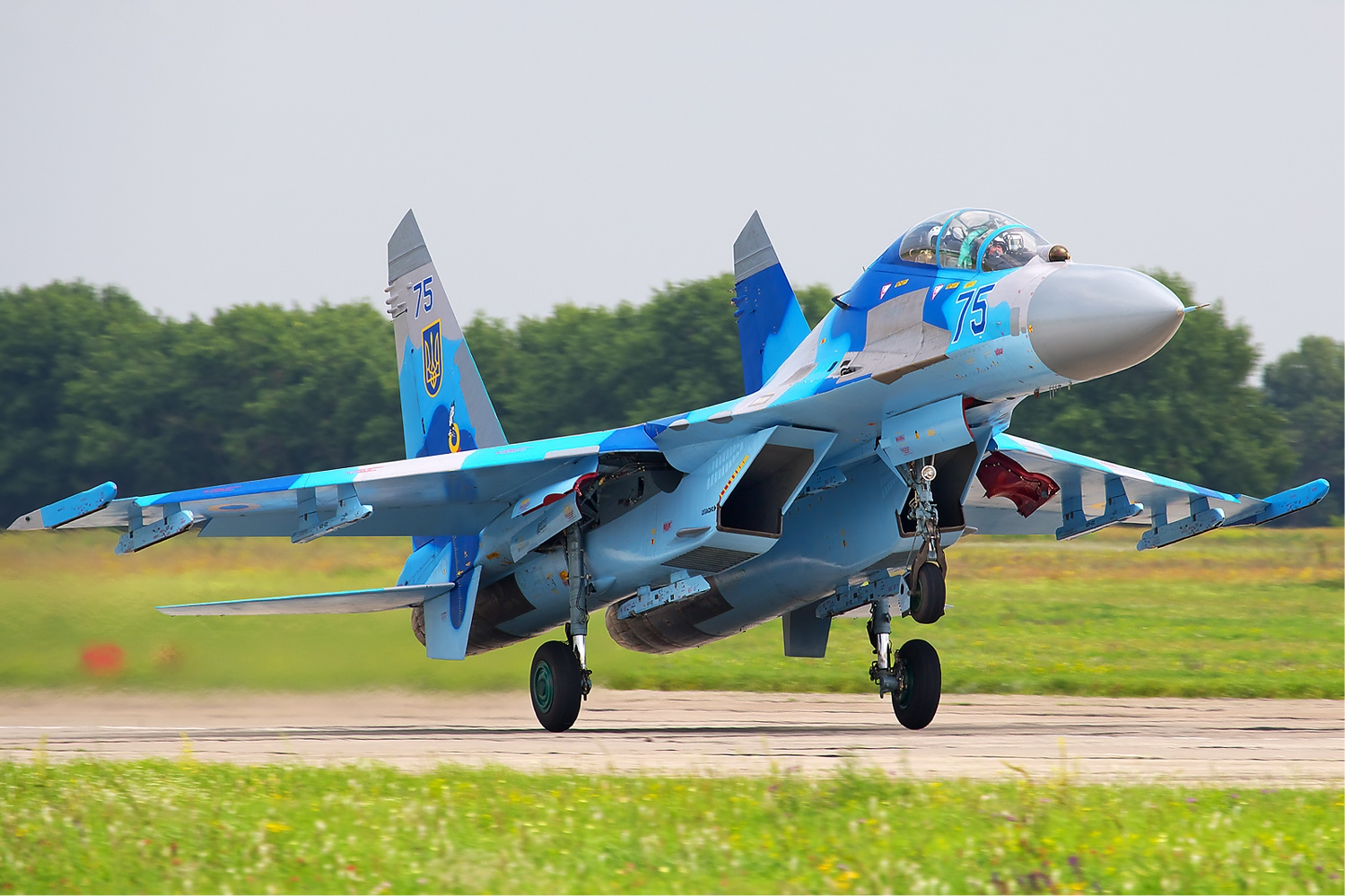
烏克蘭空军的Su-27UB

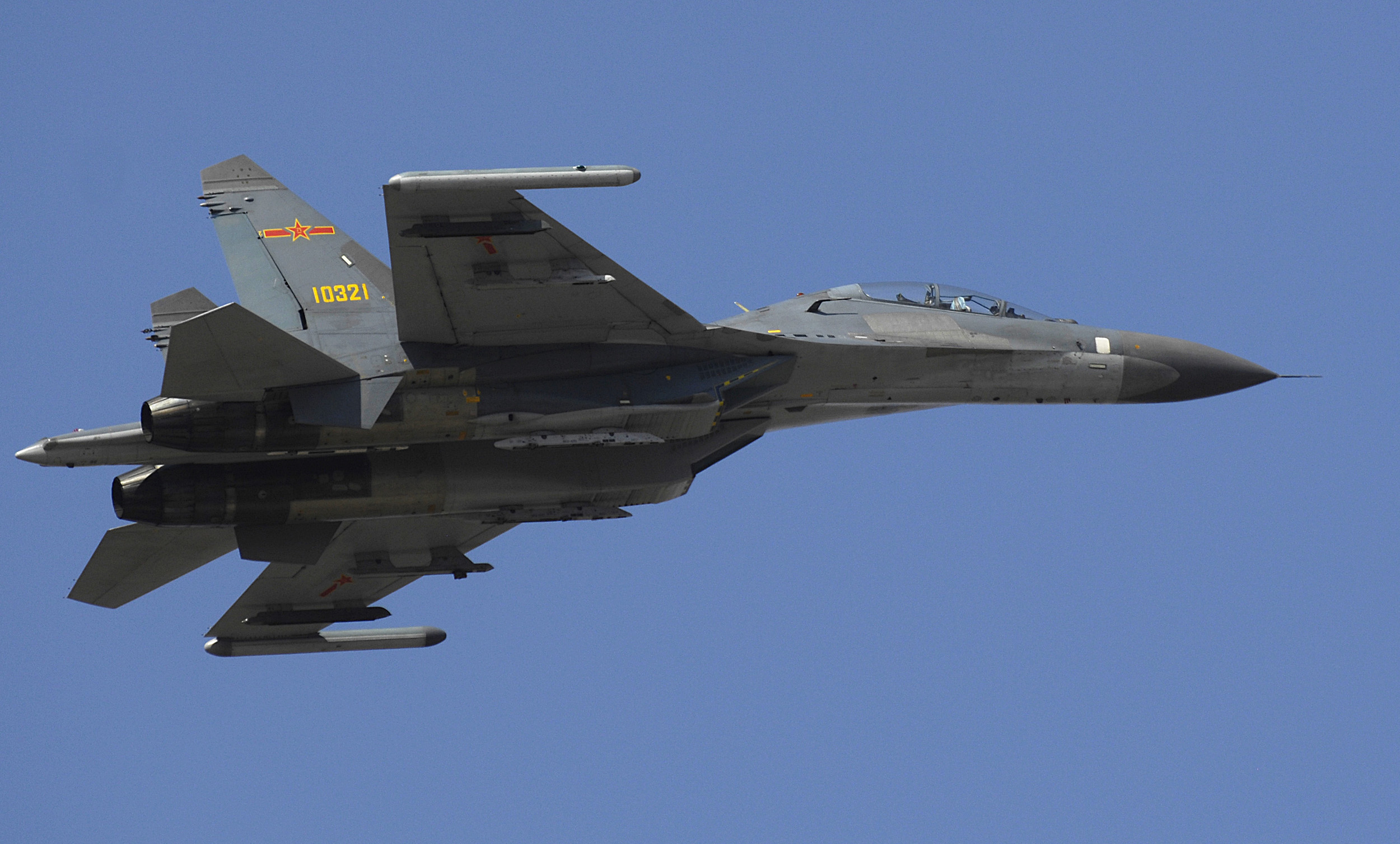
中国人民解放军空军的Su-27UBK

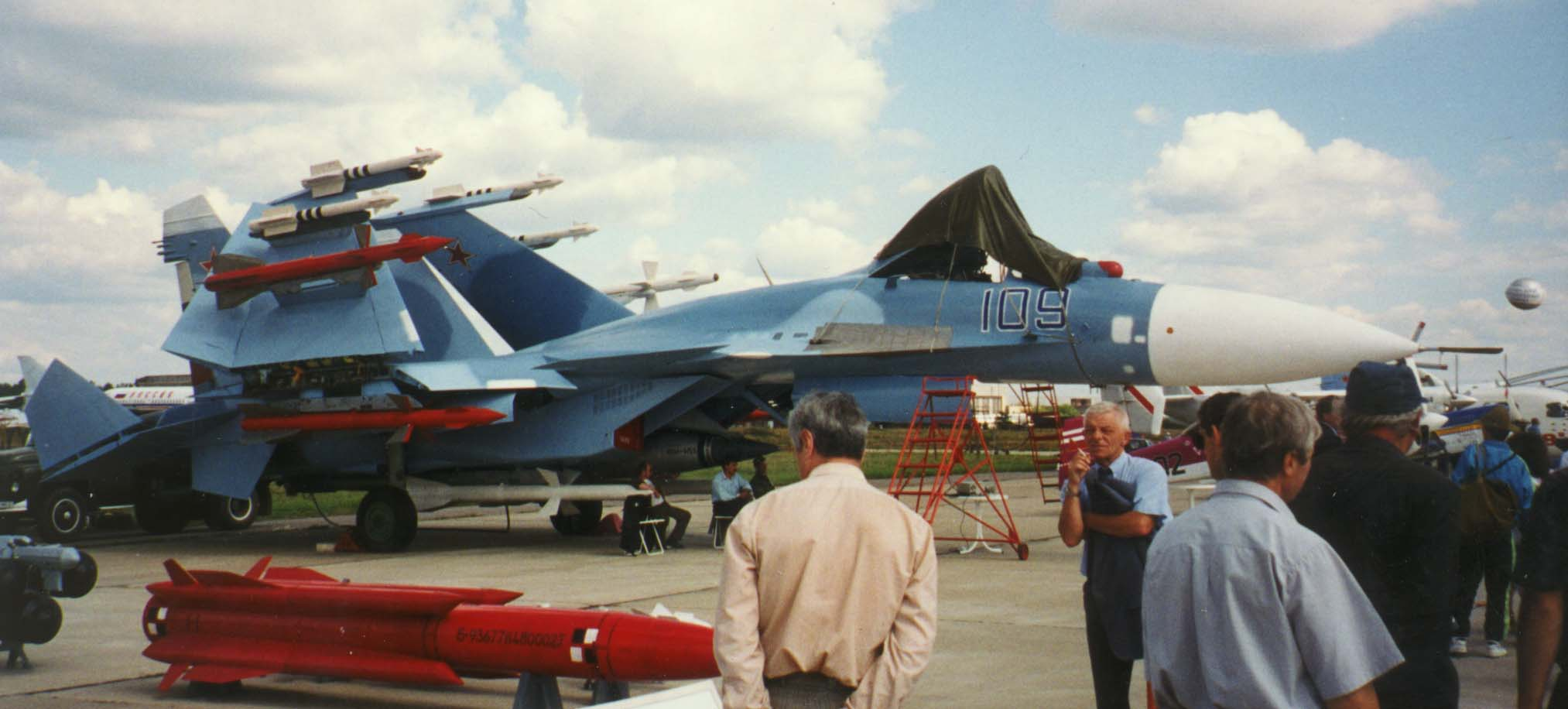
静态展示的Su-33

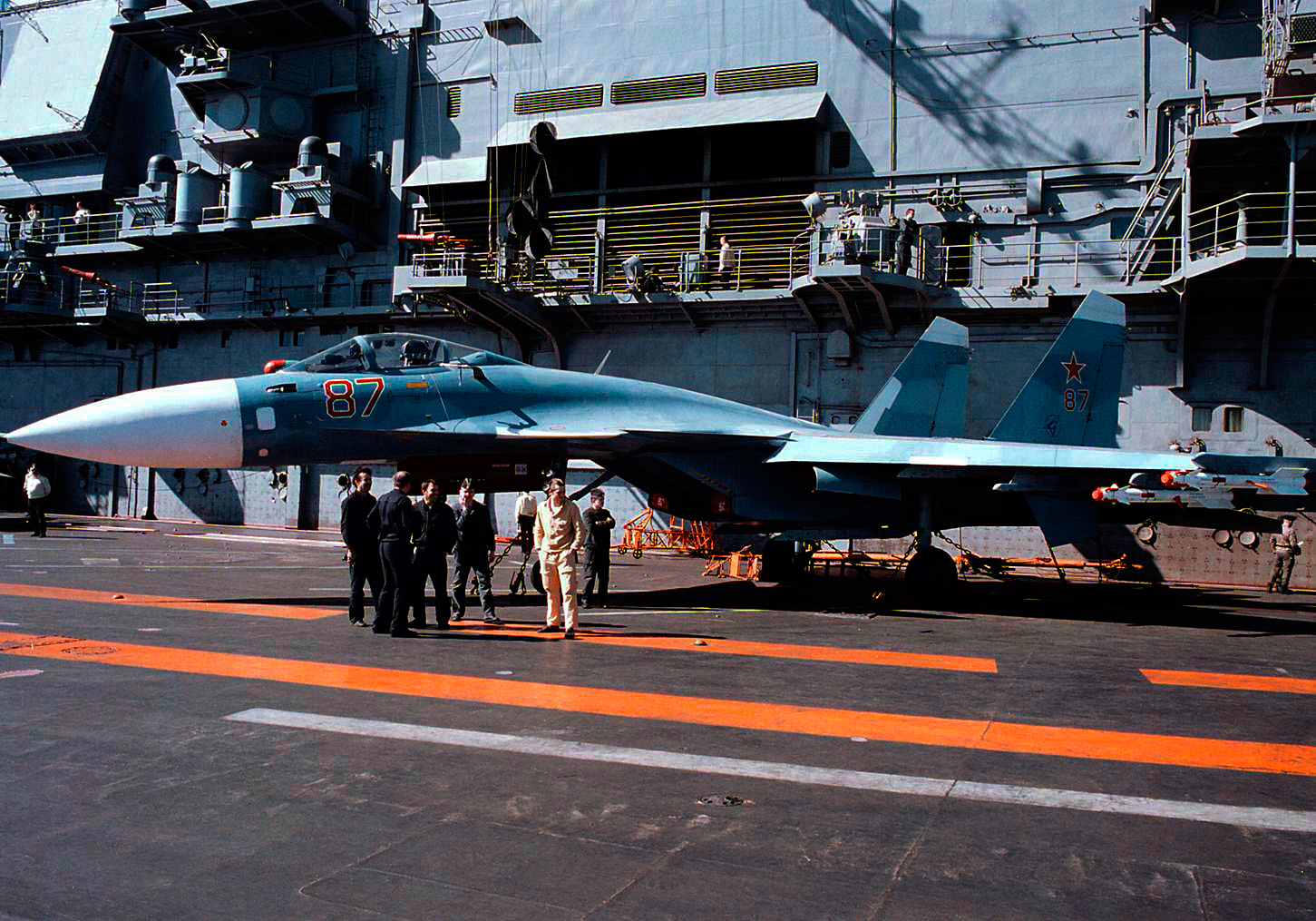
库兹涅佐夫号航母甲板上的“海侧卫”

- 歼-11A：Su-27SK/SMK的中国授权生产型号，与原版有细微不同
- 歼-11B：沈阳飞机制造公司在歼-11A的基础上的改进型号，升级了航电，挂架使用中国的规格，使用国产发动机
- 歼-11BS：基于歼-11B和Su-27UBK基础上的双座型，除了挂架使用中国规格外还改用电传飞控
- 歼-11D：采用主动相位列阵雷达，已终止研发，转为研发歼-11B改装方案
- 歼-11BG：歼-11B改装主动相位列阵雷达，加强多用途能力，加强挂架。
- 歼-15：早期称歼-11C，参考从乌克兰获得的T-10K-3研发的舰载型，挂架采用中国规格，机翼折叠位置不同，尾部天线也不同
- 歼-15S：串列双座的舰载型，有鸭翼
- 歼-15D：歼-15S电子战型
- 歼-16：由殲-11BS發展而來，設計理念來自於Su-30MKK的双座重型多用途战斗机/战斗轰炸机，垂尾切尖，前起落架是双轮
- 歼-16D：歼-16电子战型

## 使用国

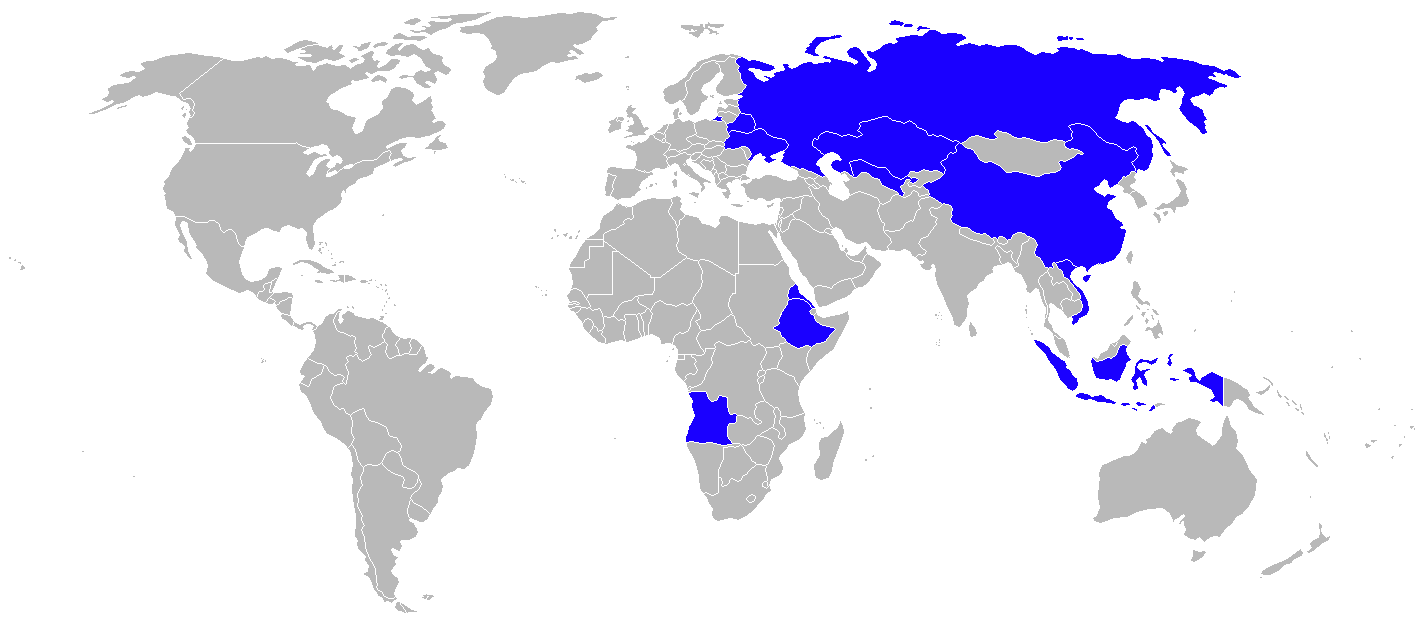
使用國

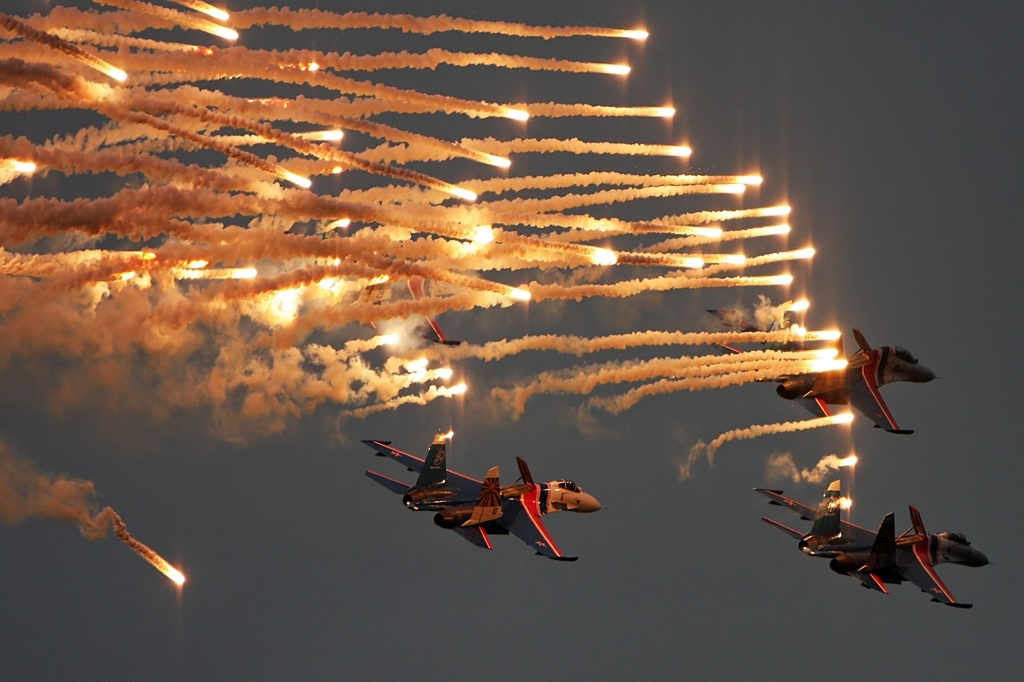
俄國勇士表演隊

### 现役中
- 安哥拉
  - 安哥拉空軍 - 8架Su-27及27UB
- 中国
  - 中国人民解放军空军在1998年签订转移生产线协议前签署合同购买48架，其中36架为Su-27SK，12架为Su-27UBK，但中方发现交付的一些飞机为Su-27UB，作为补偿俄罗斯又向中国交付了2架Su-27UBK。1999年12月3日，签署了第三份合同，这次是28架Su-27UBK。此後与沈飞生产本土版本J-11A。
Su-27S/SK已先退役，據傳其性能落後於泰國人的JAS-39等輕型戰鬥機，而Su-27UB/UBK、J-11A仍在服役。[17]
- - 约8架Su-27SK/27UB于2003年加入厄立特里亚空军。
- 衣索比亞
  - 衣索比亞空軍 - 15架
- 印度尼西亞
  - 印尼空军购入两架Su-27SK。在2007－2009年，印尼空军还将获得3架'Su-27SKM
- ：
  - 哈萨克斯坦空军约有20架Su-27、4架Su-27UB。
- 俄羅斯
  - 俄羅斯空軍403架Su-27M3/SM/P/UB[18]
  - 俄羅斯海軍航空兵
  - 俄羅斯勇士飛行表演隊4架Su-27P，2架Su-27UB。
- 乌克兰
  - 乌克兰空军约有29架在役
- - 乌兹别克斯坦空军27架在役[19]。
- 越南
  - 越南空军1994年6月派出时任越南空军副司令阮德索，率领考察团对米格-29和苏-27进行考察，结论是米格-29的航程无法满足越军对南海偏远岛礁进行巡逻掩护的要求。同年8月31日定下分批采购12架苏-27的合同，其中7架是苏-27SK，5架是苏-27UBK，但是有两架UBK在1997年12月6日交付时随安-124-100运输机坠毁。由于是俄方人为原因造成的事故，最终俄方按合同条款又补偿了2架苏-27PU给越军。拥有7架苏-27SK，3架苏-27UBK，2架苏-27PU。

### 已退役
- 白俄羅斯
  - 白俄罗斯空军约25架。

## 图集

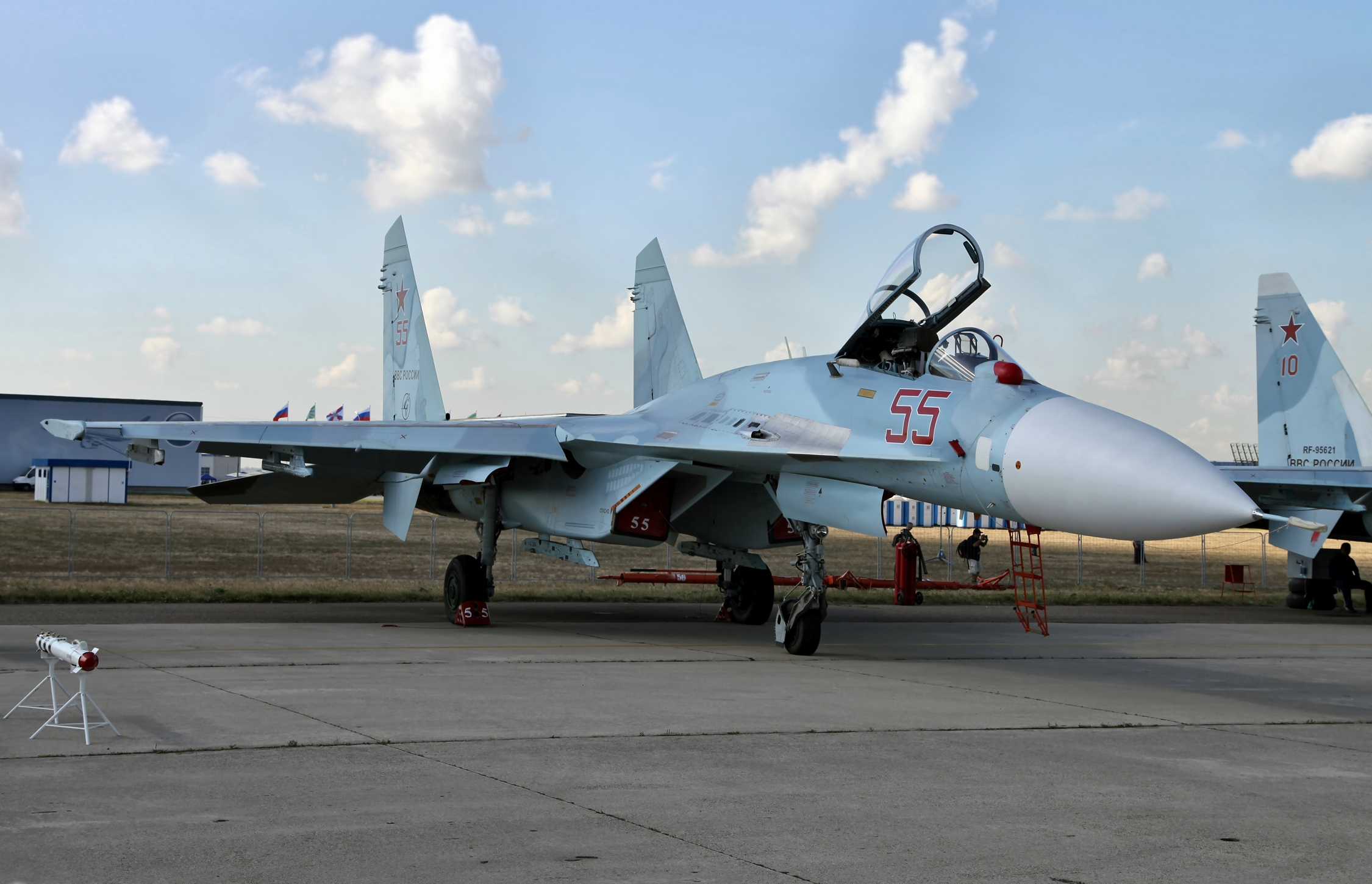
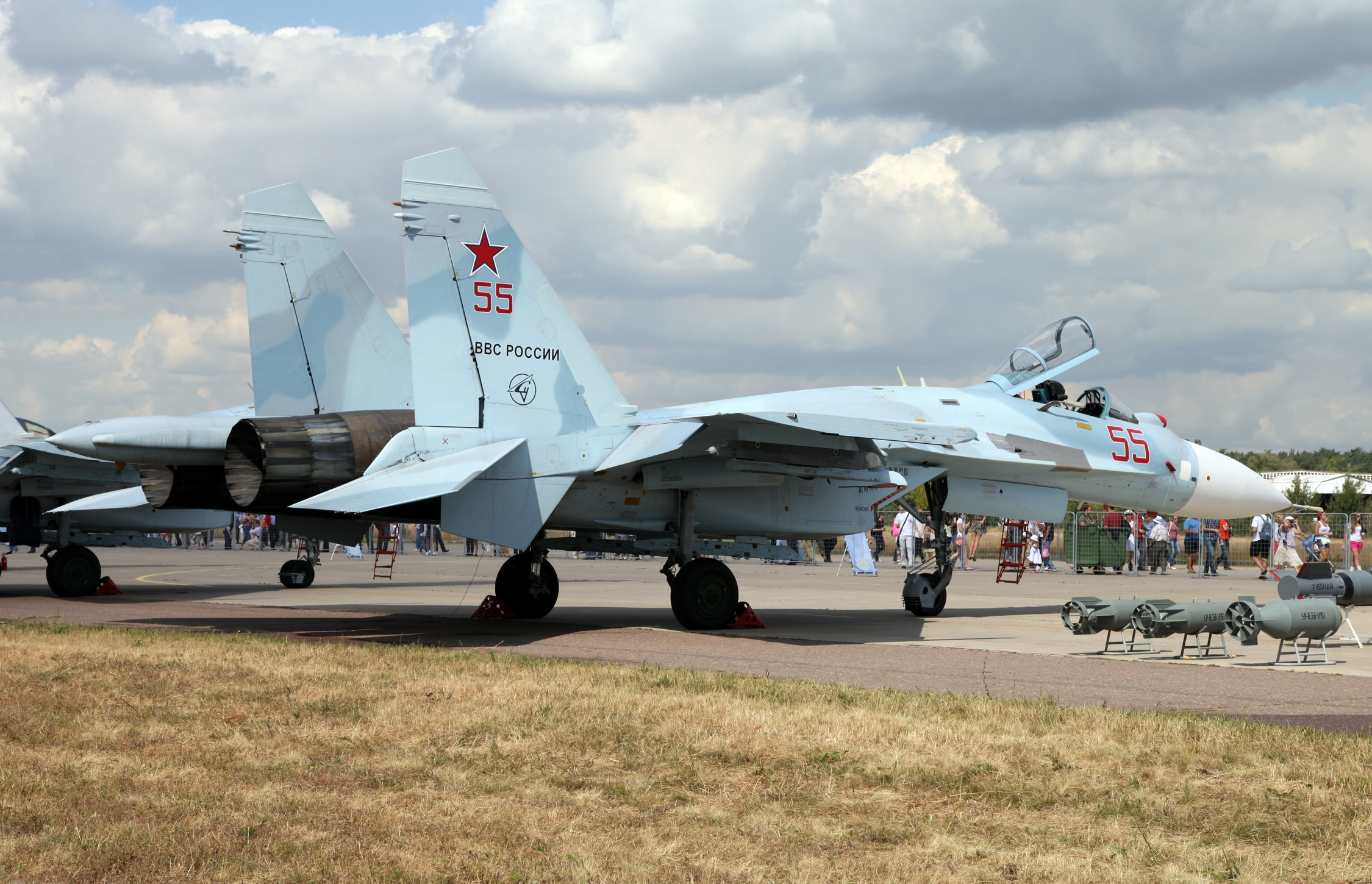
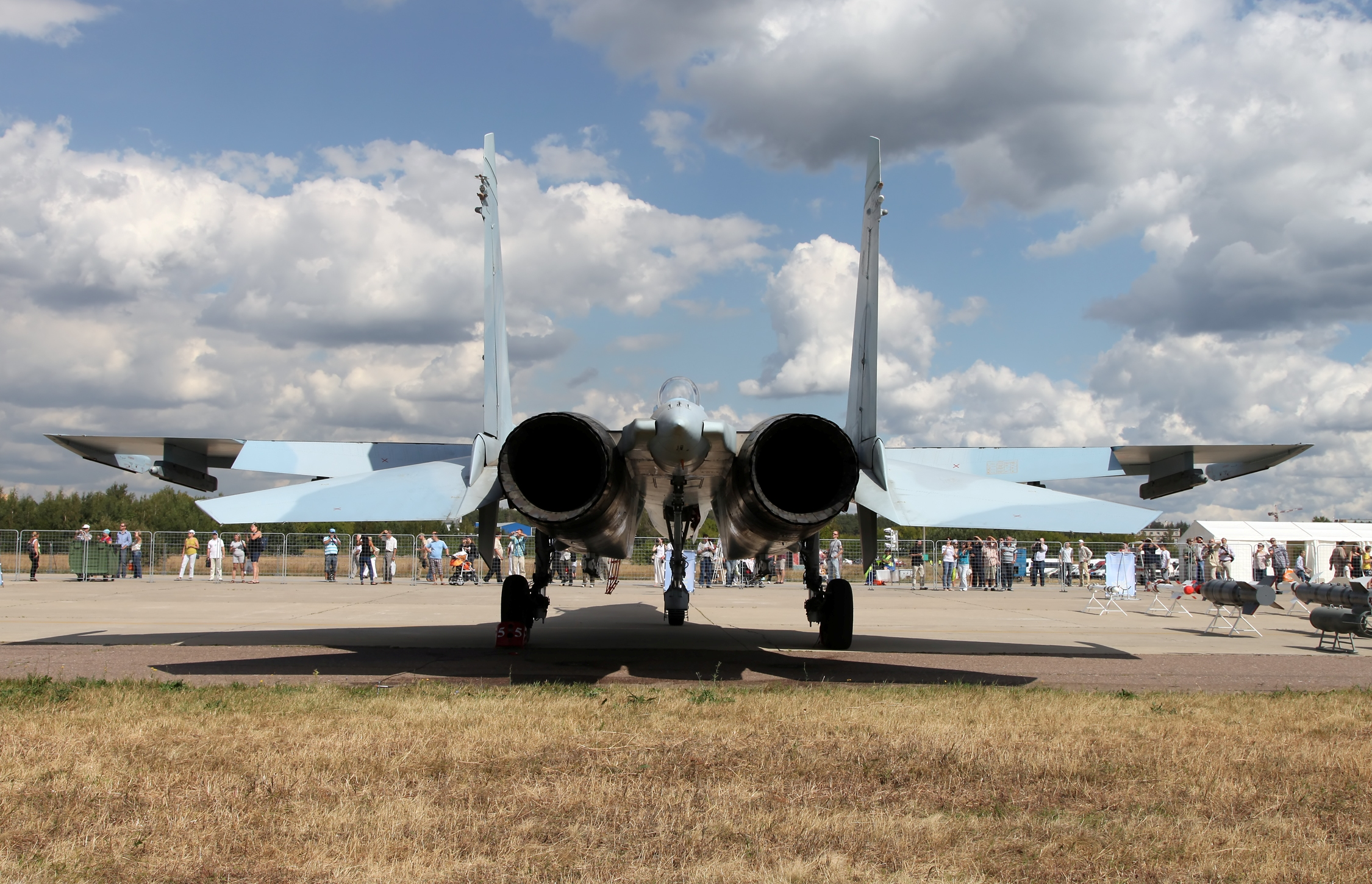
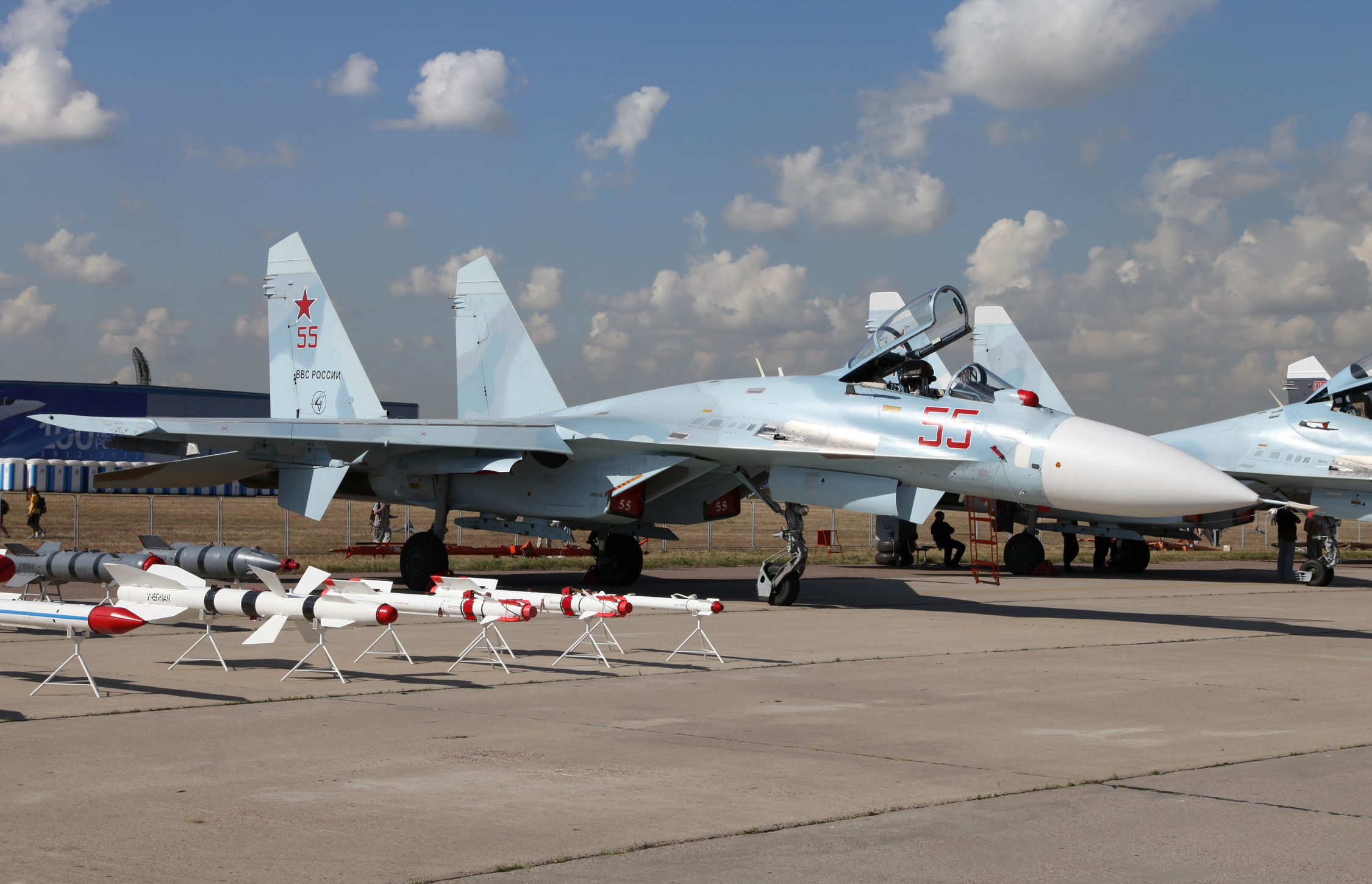
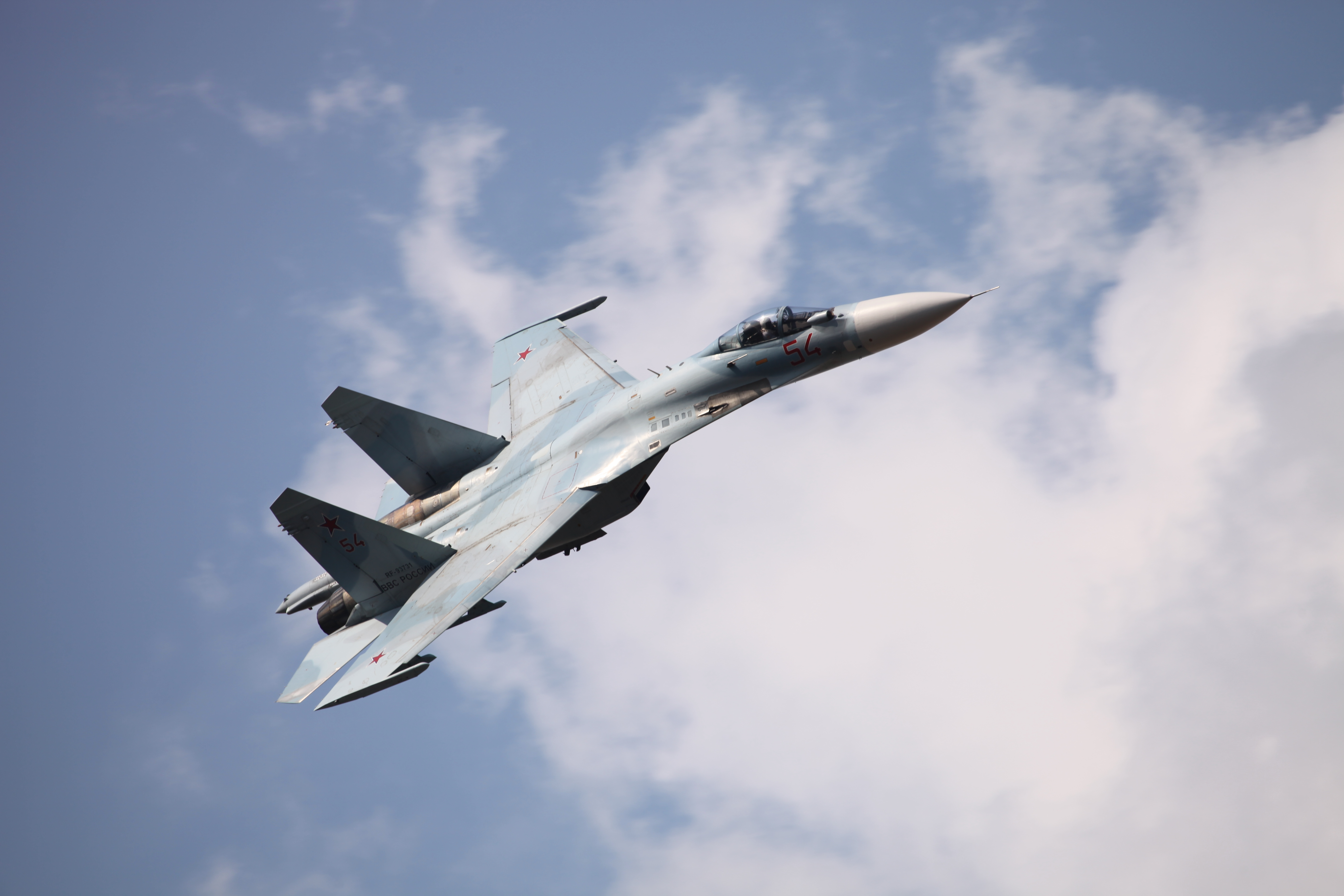
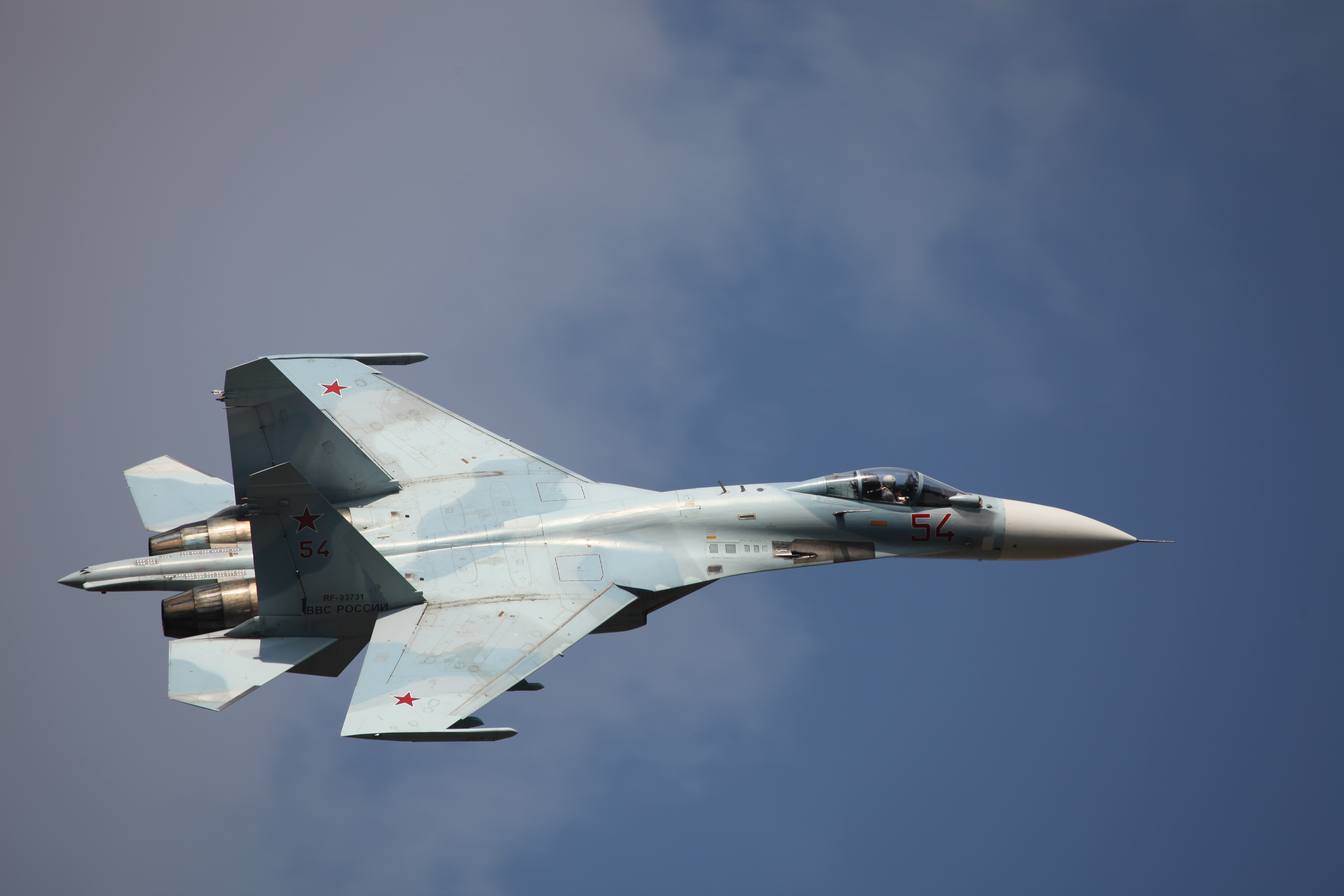
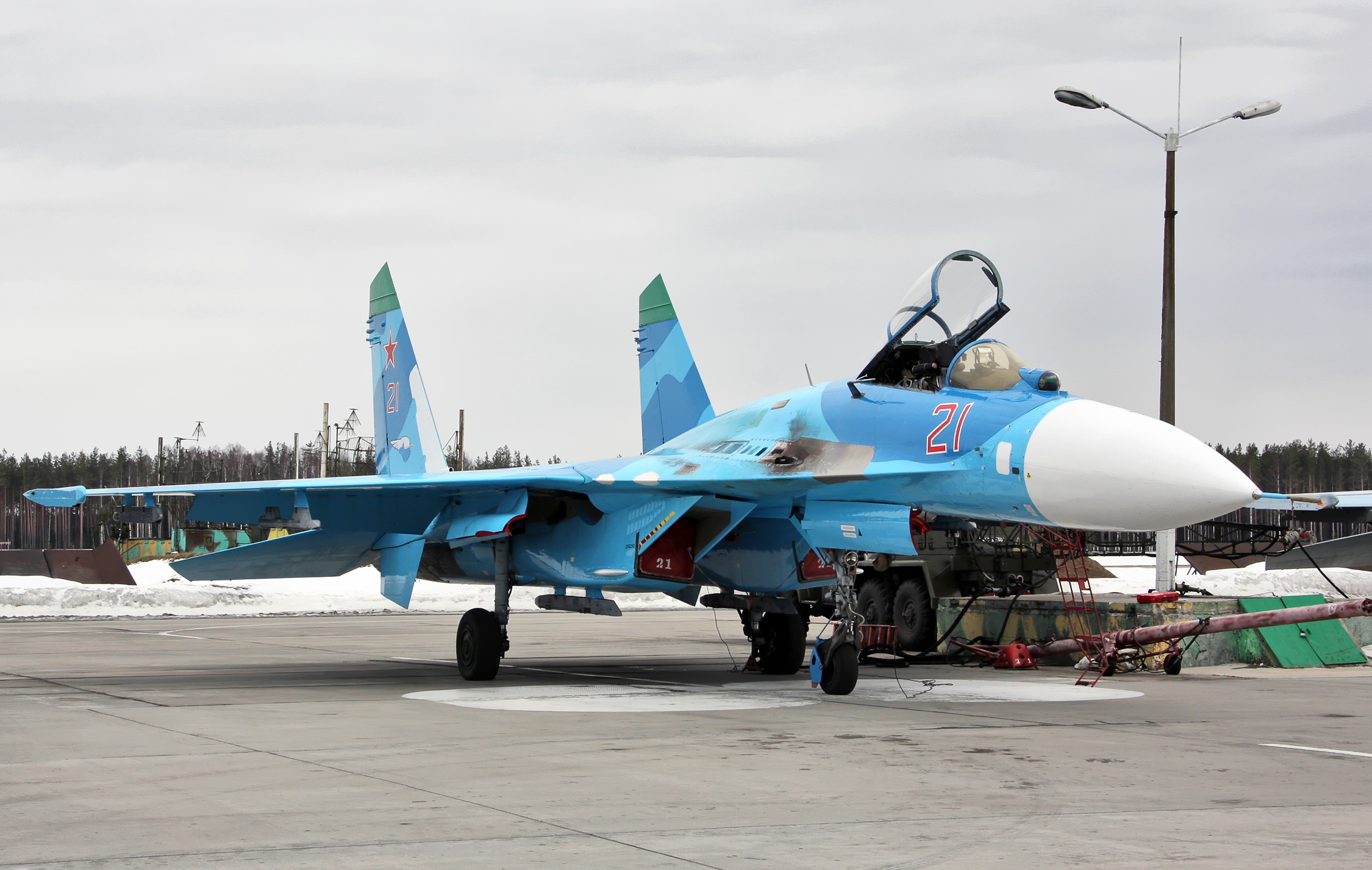
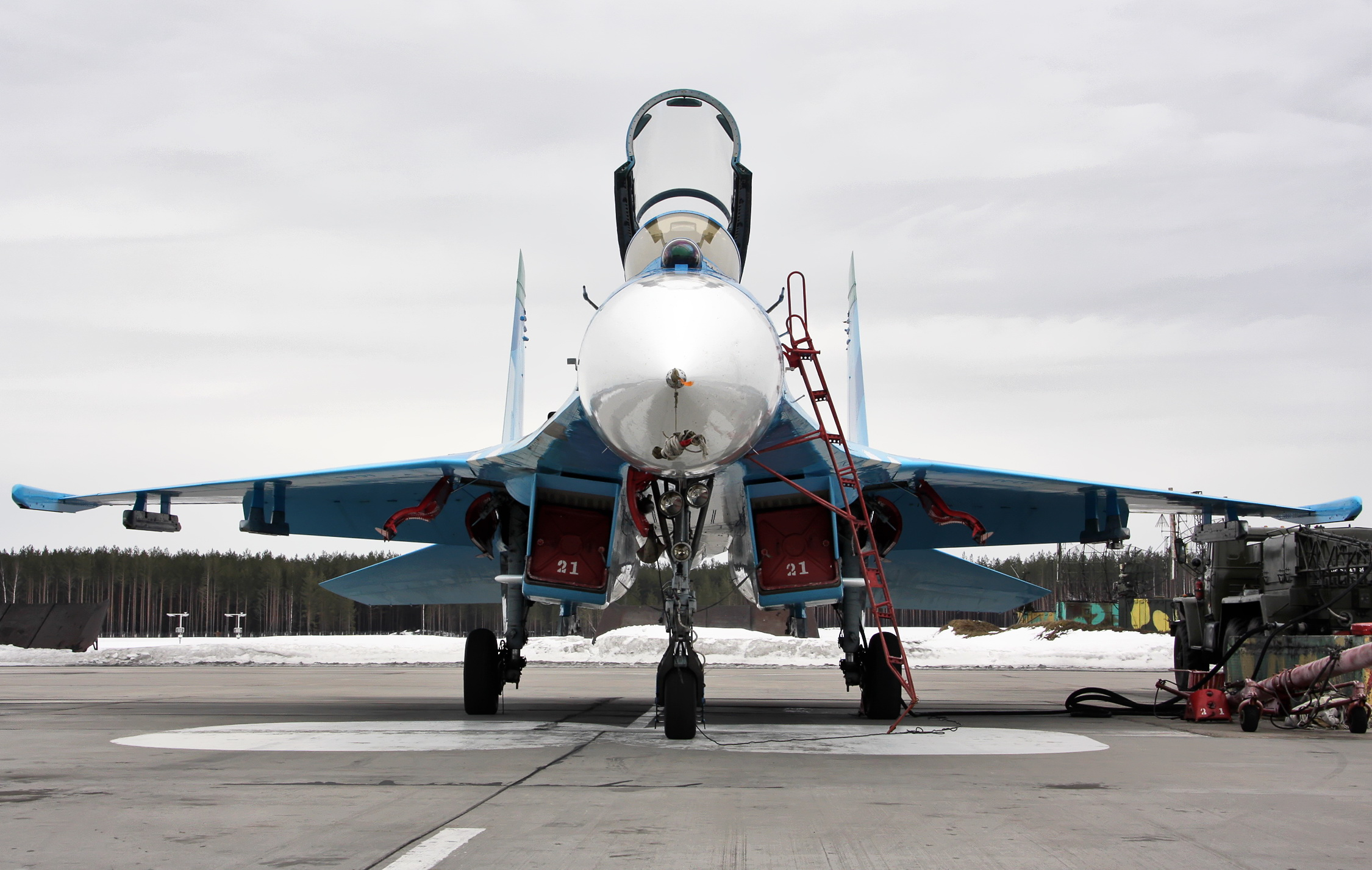
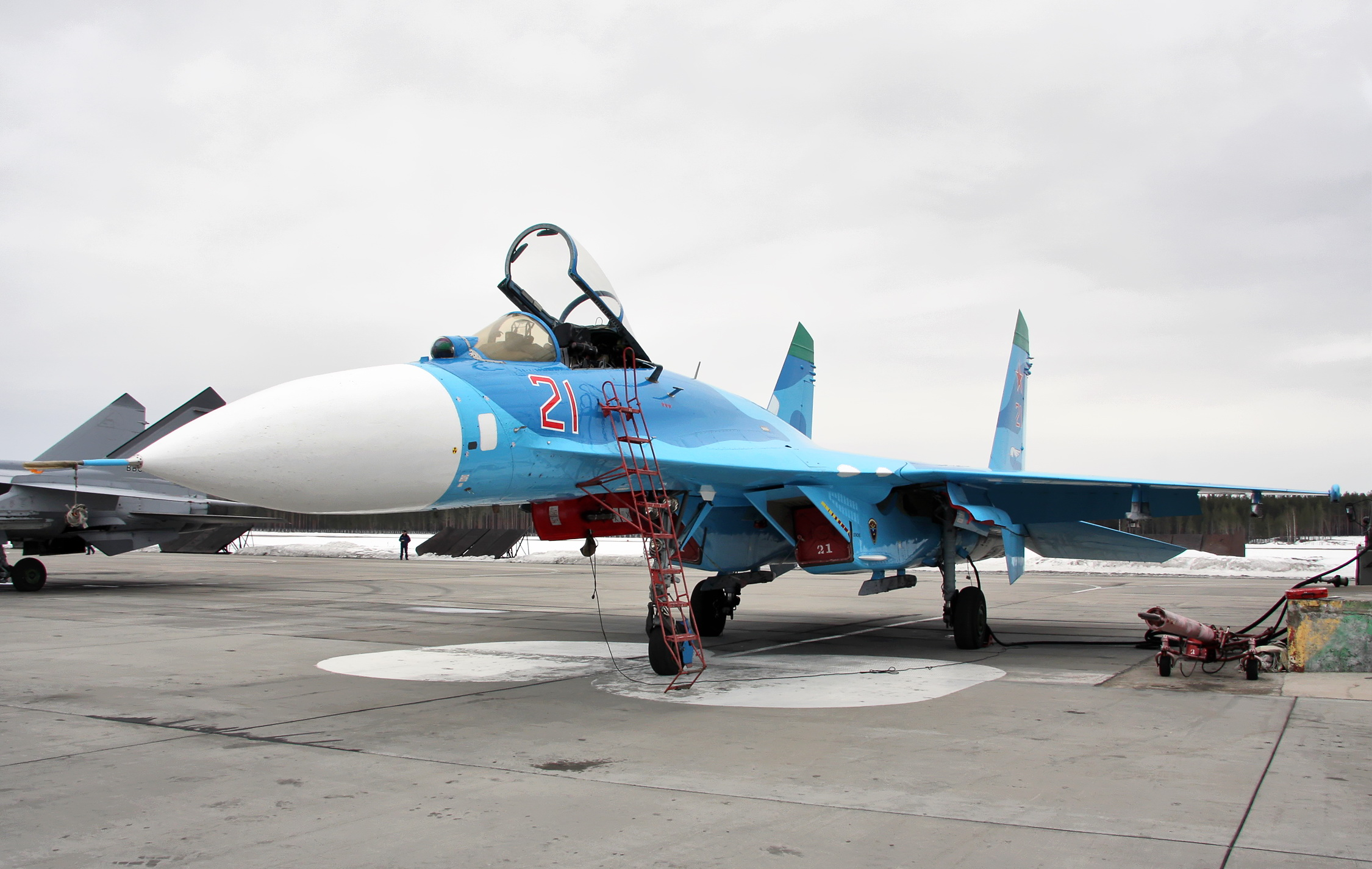
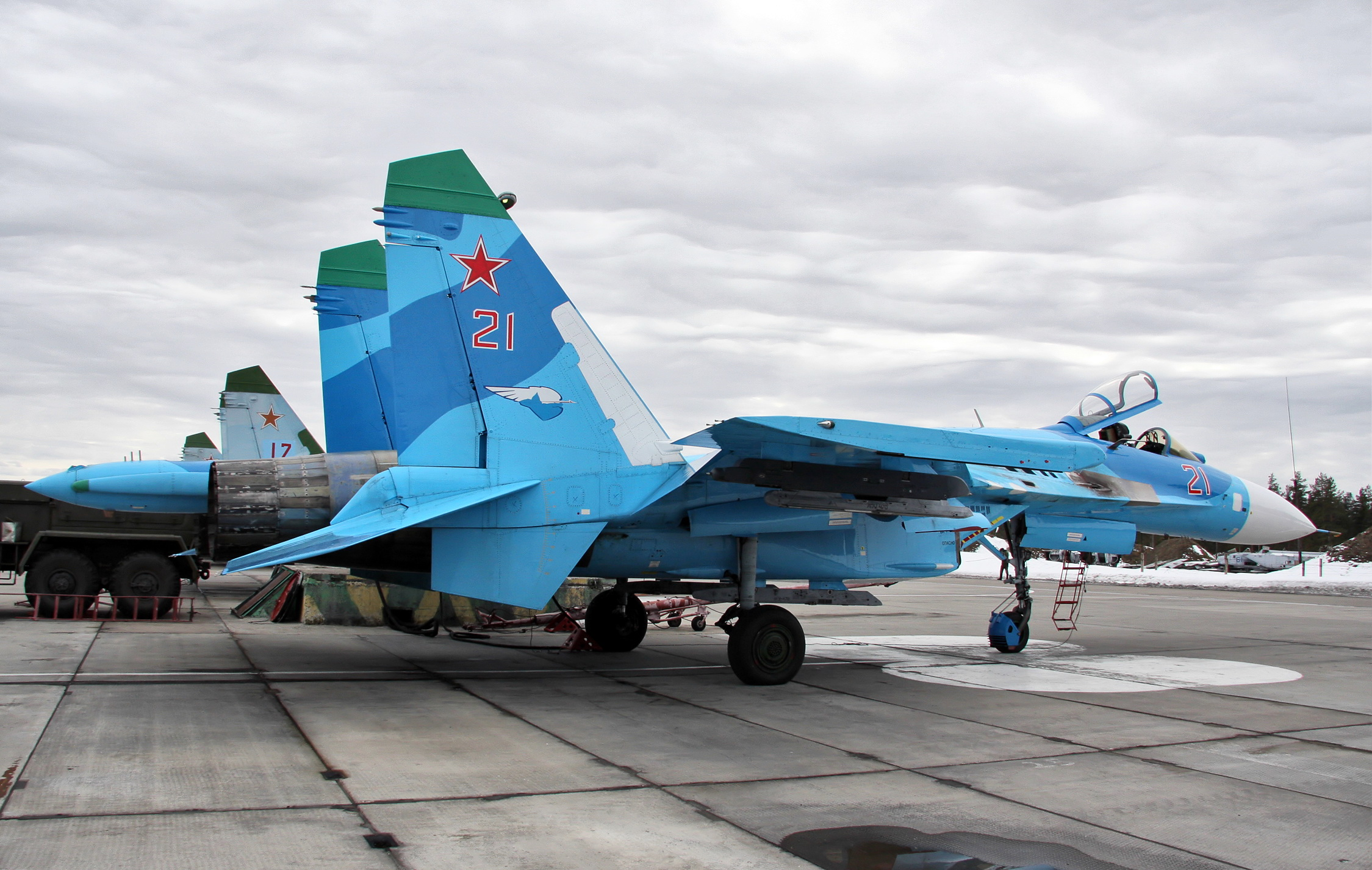
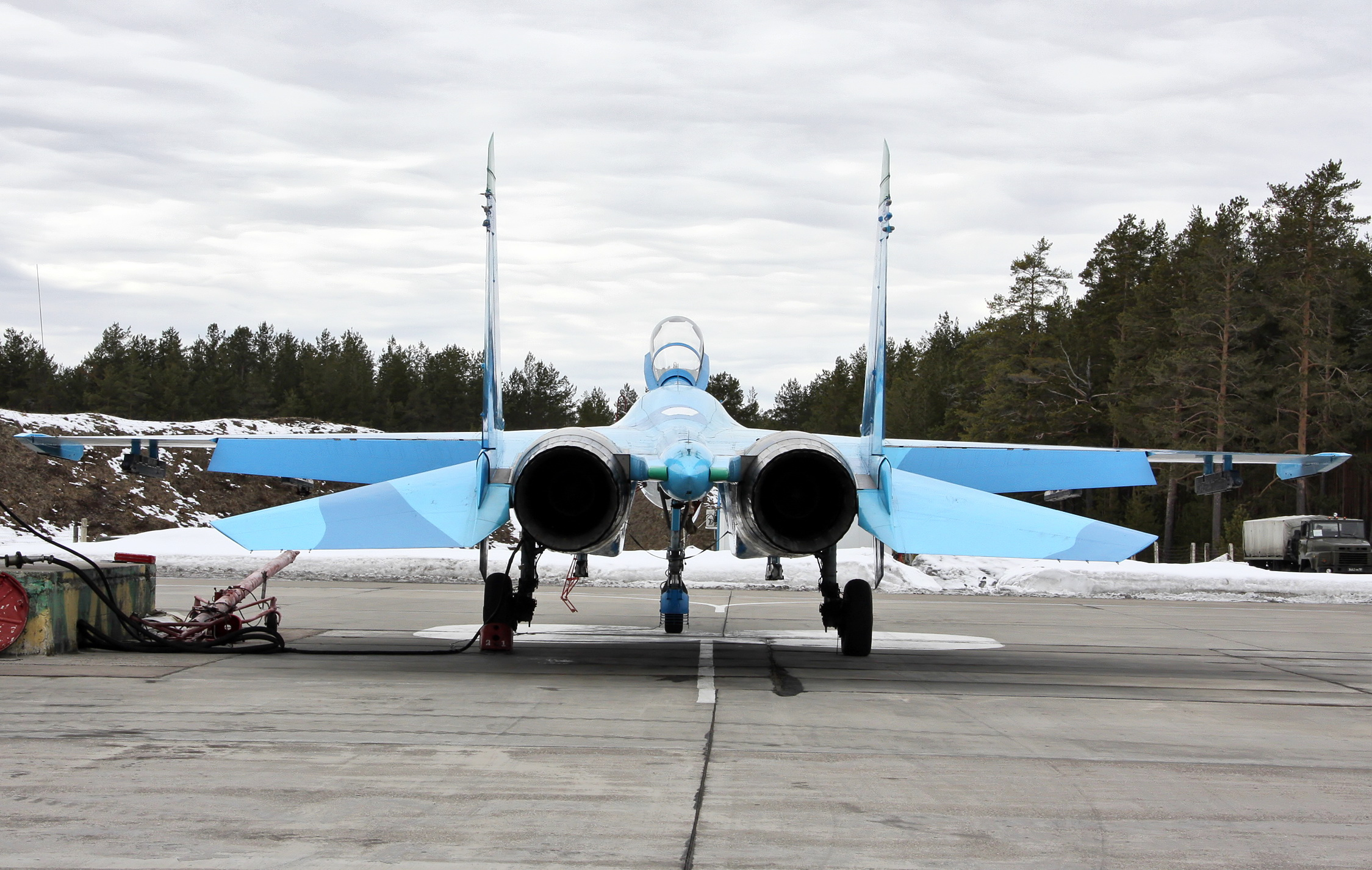

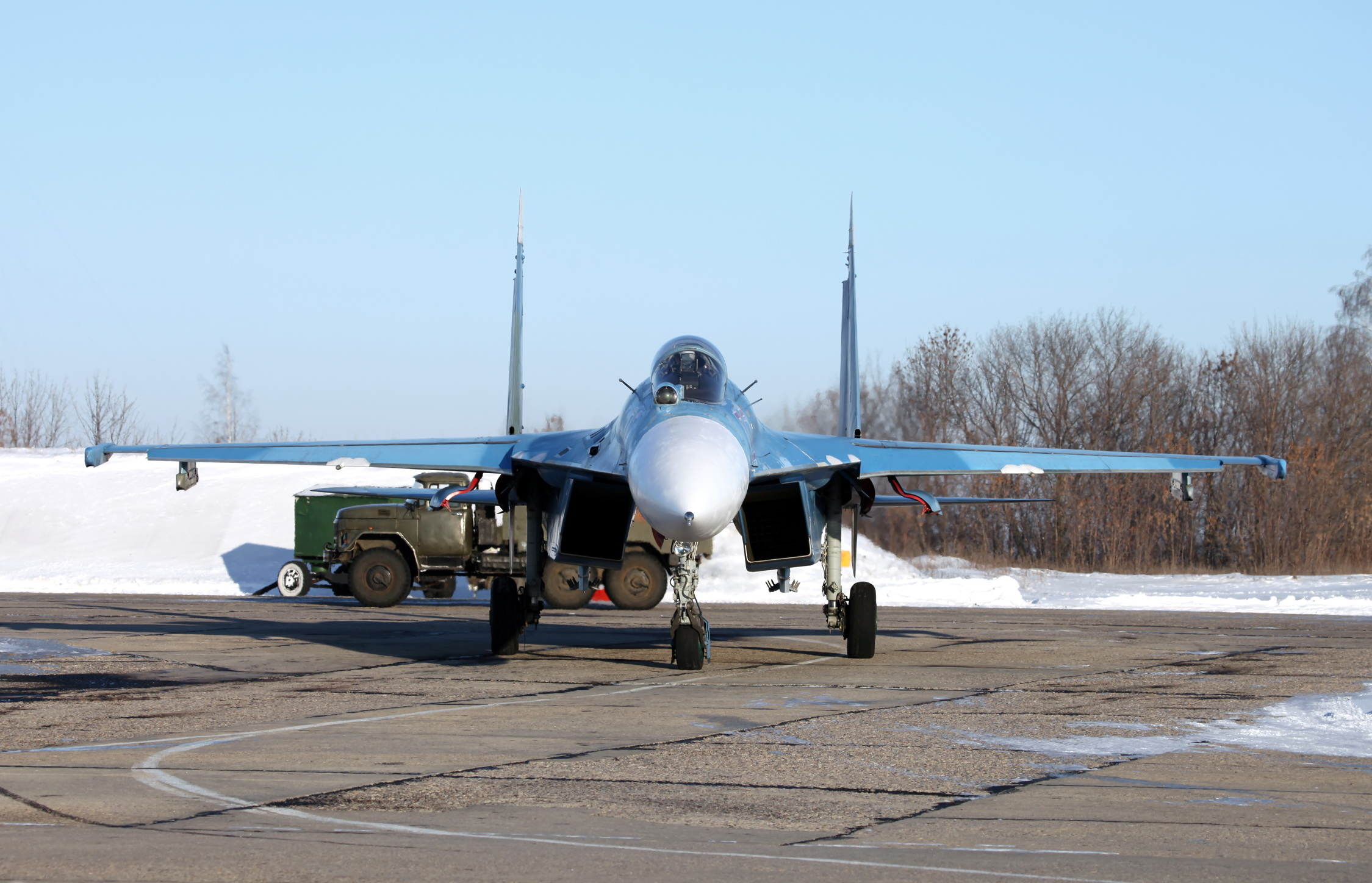
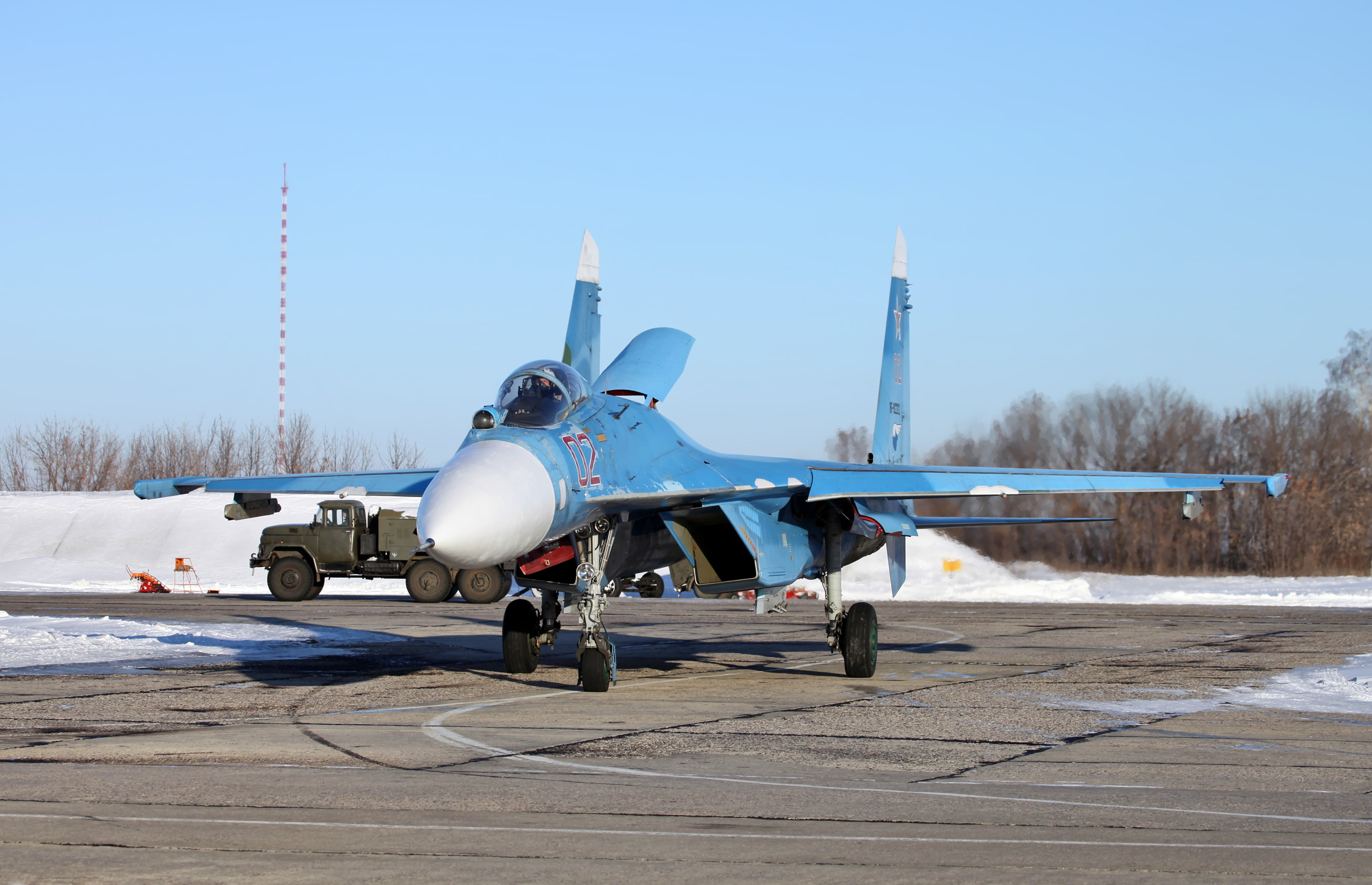
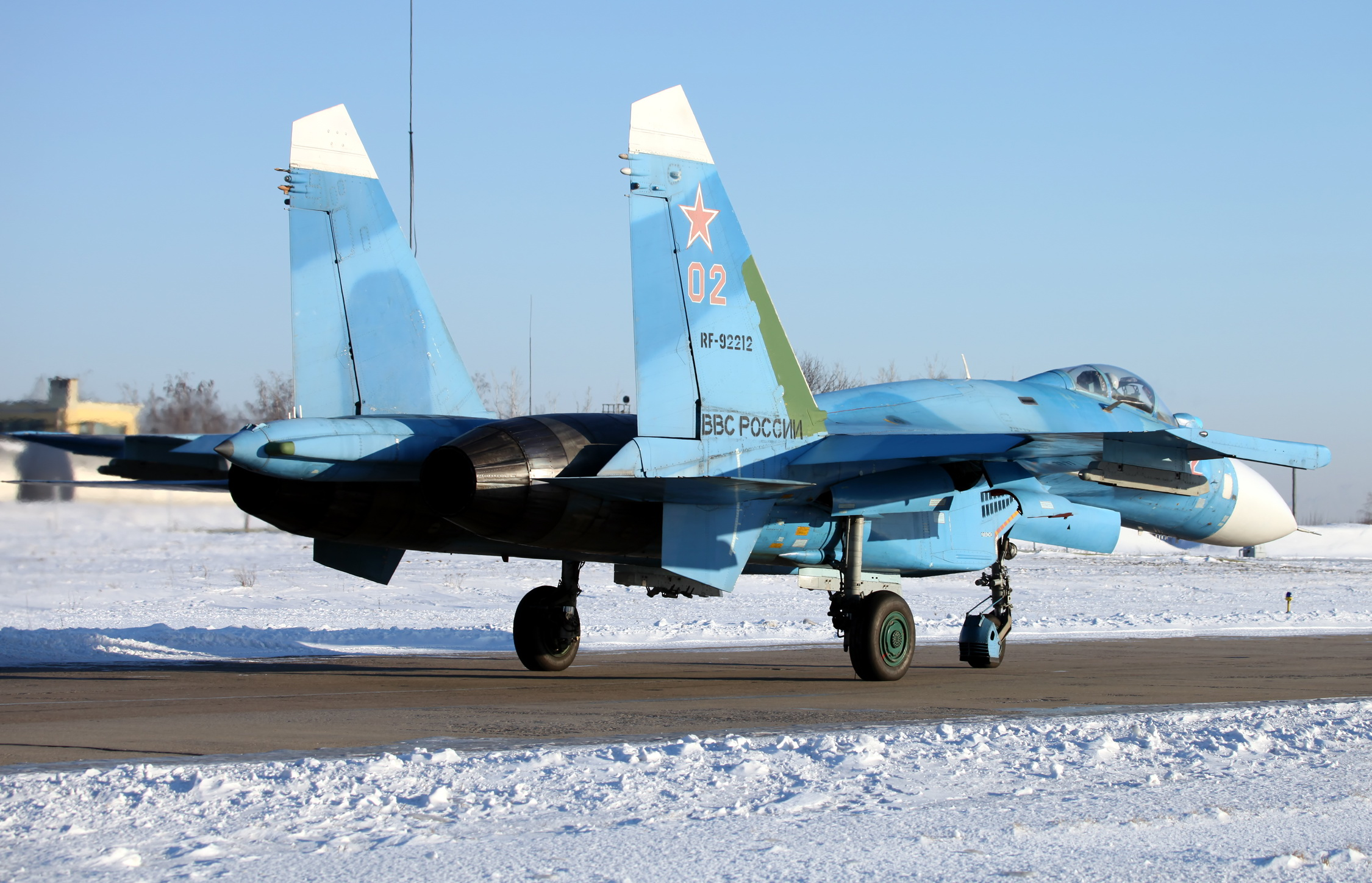

Су-27СМ

## 流行文化
- 《新世纪福音战士》 ：1995年開播的日本動畫作品，在第八集《明日香、來到日本》中蘇愷-27戰鬥機是以聯合國軍隊艦載機的名義出現[20]。       《长空铸剑》：2004年播出的中国大陆军旅电视剧，该剧以空军转型建设和跨越式发展为背景，讲述了装备“蓝鲨”战斗机的107师（原型为空军第3师），在师长萧广隶带领下进行训练改革的故事。剧中，蓝鲨战斗机即为苏27战斗机。